# Географія Японії
Японія — східноазійська країна, що знаходиться на островах Японського архіпелагу на східних околицях континенту. Архіпелаг лежить на схід від Китаю, Кореї та Росії, він простягається від Охотського моря на півночі до Східнокитайського моря на півдні . Японський архіпелаг складається з 6852 великих і малих островів, серед яких найбільшими є острови Кюсю, Сікоку, Хонсю та Хоккайдо . Загальна площа країни 377 915 км² (62-ге місце у світі), з яких на суходіл припадає 364 485 км², а на поверхню внутрішніх вод — 13 430 км². Площа країни трохи більша за половину площі України. Більша частина Японських островів укрита горами, серед яких багато вулканів. Найвищий з них — гора Фуджі (3776 м) .

## Назва
Офіційна назва — Японія (яп. 日本 — Ніппон; яп. 葦原中国, あしはらのなかつくに — Ашіхара-но накацукуні). Назва країни походить від китаїзованого варіанта японського слова Ніппон — Жи-бень-го, який у ХІІІ столітті венеційський мандрівник Марко Поло у спотвореній формі Чипан-гу поширив у Європі. У французькій, іспанській та португальській мовах назва країни була запозичена через південнокитайський діалект, в якому ієрогліфи, якими записується назва Ніппон читаються як Я-пон (Japon), за посередництвом цих мов, топонім потрапив і до української мови, де вже була додана відповідна частка -ія, що вказує на країну. У першій половині I тисячоліття н. е. країну називали Ямато. Ця назва походить від етноніма яким називали союз племен, що жив в центральній частині острова Хонсю, і означав людей гір, горян. З VII століття утверджується назва країни Ніппон (яп. 日出処), де 処 — країна, 出 — сходження, 日 — сонце, тобто Країна сонця, що сходить, що вказує на східне положення країни. Вже у VIII столітті назву спростили до (яп. 日本), де 本 — основа, 日 — сонце. Початково обидва ієрогліфічні сполучення читали як Ямато, проте згодом стали вимовляти на китайський лад — Ніппон. Разом із словом Ніппон в Японії на офіційному і побутовому рівнях використовується назва Ніхон, 1946 року Конституційний комітет Японії визнав правомірними обидва варіанти. Інша древня самоназва країни, Ашіхара-но накацукуні, перекладається як очеретяна рівнина, або серединна країна. У японській міфології означає власне землю людей. Уперше згадується у міфі про Ідзанаґі. Найменування, імовірно, походить від очерету, яким вкриті береги японських островів. Згодом ця назва трансформувалась у поетичне визначення країни, а очерет поряд з вишнею і сливою є одним із символів Японії.

## Географічне положення
Японія — східноазійська острівна країна, що не має сухопутного державного кордону. Японський архіпелаг витягнутий на 3 тис. км з північного сходу на південний захід. Японія має лише морські кордони. Внаслідок своєї віддаленості, вона тільки на півночі межує з Росією, через Кунаширську протоку, протоку Зради та Радянську протоку, хоча з урахуванням російсько-японського конфлікту, Японія проводить кордон тільки протокою Фріза. Країна омивається водами Тихого океану безпосередньо на сході та окремих його морів, на півночі — Охотського, на заході Японського, на південному заході — Східнокитайського, на півдні — Філіппінського морів. Між островами Хонсю, Сікоку та Кюсю розташоване Внутрішнє Японське море. Загальна довжина морського узбережжя 29,75 тис. км.
Кордони країни врегульовані лише частково. Японський уряд не визнає російської окупації південних Курильських островів — Ітуруп, Кунашир, Шикотан і Хабомай, що були захоплені СРСР наприкінці Другої світової війни. В Японії ці острови називаються «північними територіями» й адміністративно включаються до складу префектури Хоккайдо. Так само японці не визнають юрисдикції Республіки Корея над островом-скелею Такесіма в Японському морі. На півдні Японія володіє островами Сенкаку, на які претендують сусідні китайські держави — комуністична КНР і тайванська Республіка Китай.

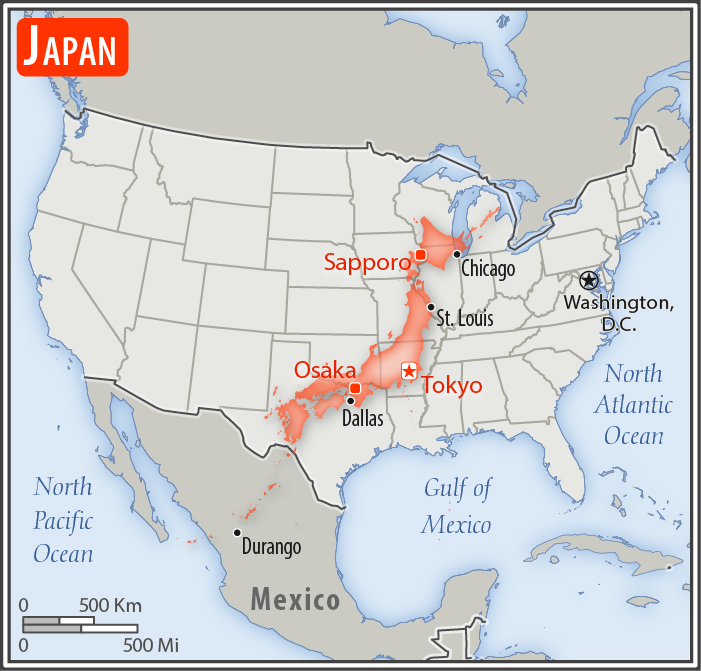
Порівняння розмірів території Японії та США
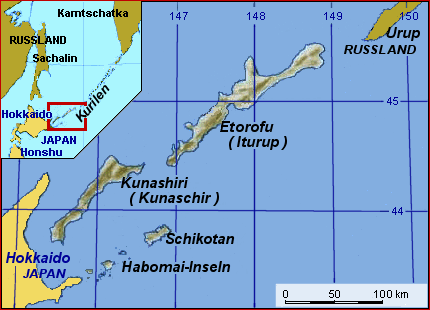
Карта Південних Курил
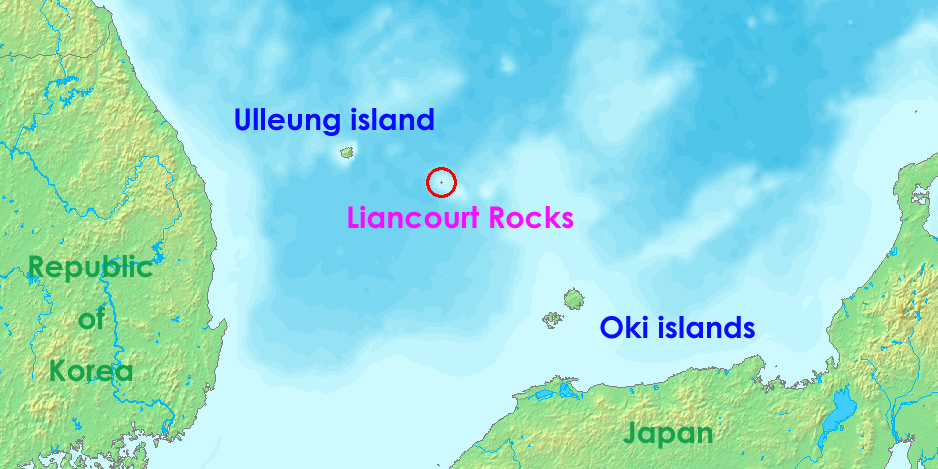
Острови Ліанкур у Японському морі

Згідно з Конвенцією Організації Об'єднаних Націй з морського права (UNCLOS) 1982 року, протяжність територіальних вод країни встановлено в 12 морських миль (22,2 км), зі зменшенням аж до 3 морських миль в міжнародних протоках Лаперуза, Цугару, Осумі, Корейській. Прилегла зона, що примикає до територіальних вод, в якій держава може здійснювати контроль необхідний для запобігання порушень митних, фіскальних, імміграційних або санітарних законів простягається на 24 морські милі (44,4 км) від узбережжя (стаття 33). Виключна економічна зона встановлена на відстань 200 морських миль (370,4 км) від узбережжя.

### Час
Час у Японії: UTC+9 (+7 годин різниці часу з Києвом). На окупованих 1945 року СРСР Південних Курилах встановлено магаданський час UTC+11.

## Геологія

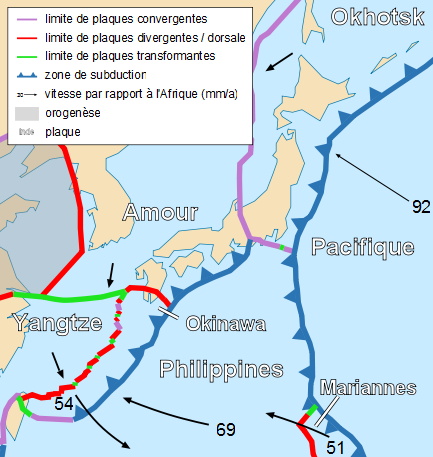
Тектонічна карта Японії (фр.)

### Корисні копалини
Надра Японії небагаті на корисні копалини, а родовища не мають великого промислового значення. Японія найбільший світовий імпортер кам'яного вугілля й скрапленого природного газу, другий найбільший імпортер нафти у світі.

### Сейсмічність
Японія сейсмоактивна територія субдукції літосферних плит, тому тут часто трапляються землетруси.

### Вулканізм
В Японії багато діючих і згаслих вулканів. Серед них найвища точка островів — вулкан Фуджі на острові Хонсю. Вулкани Ундзен і Сакурадзіма були включені у 1990-х роках до «Десятиліття вулканів», міжнародної дослідницької програми впливу вулканічної діяльності на людство Міжнародної асоціації вулканології і хімії надр Землі (IAVCEI), як частини програми ООН зі зменшення небезпеки від стихійних лих.

Вулкани Японії
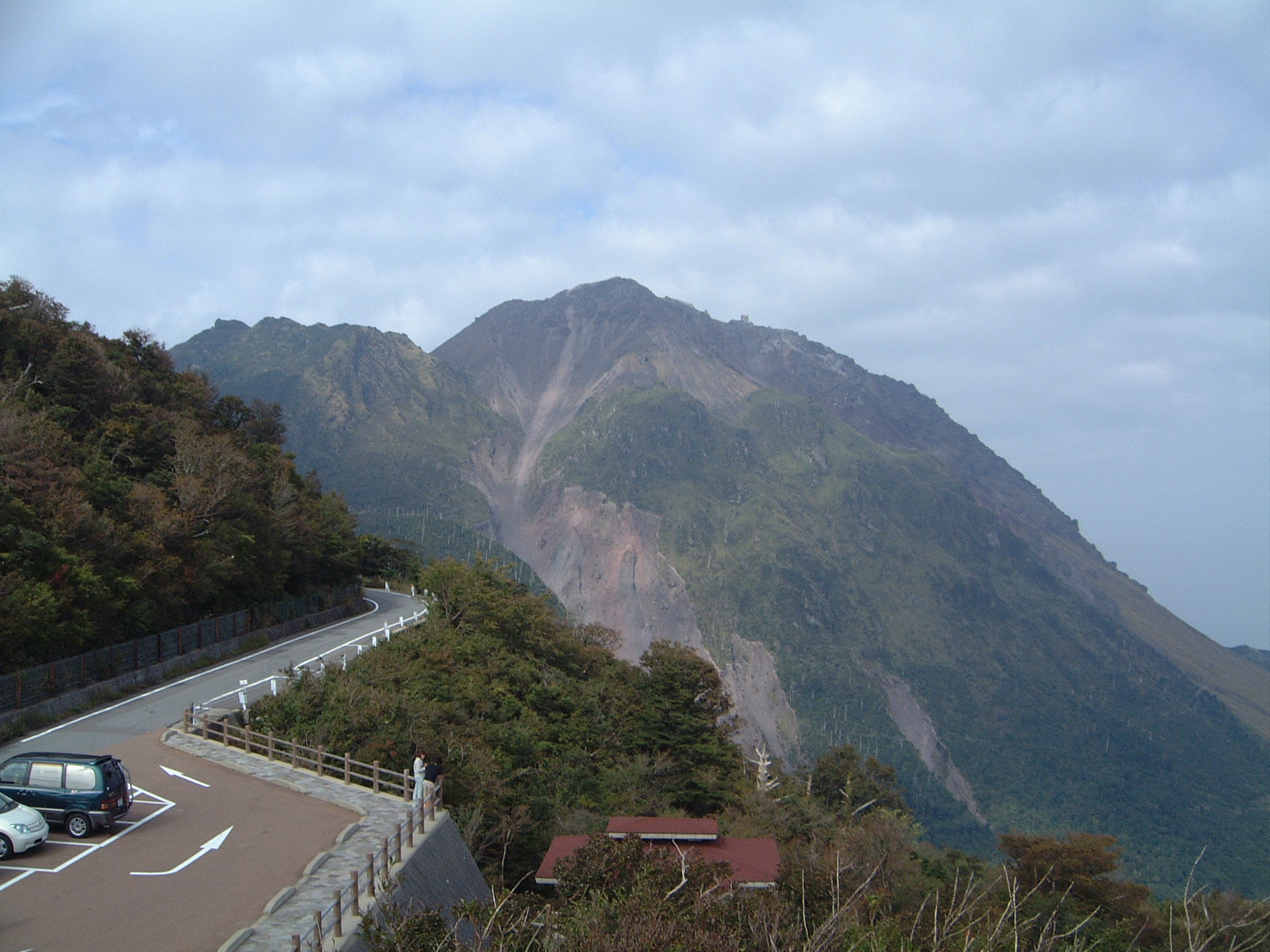
Ундзен
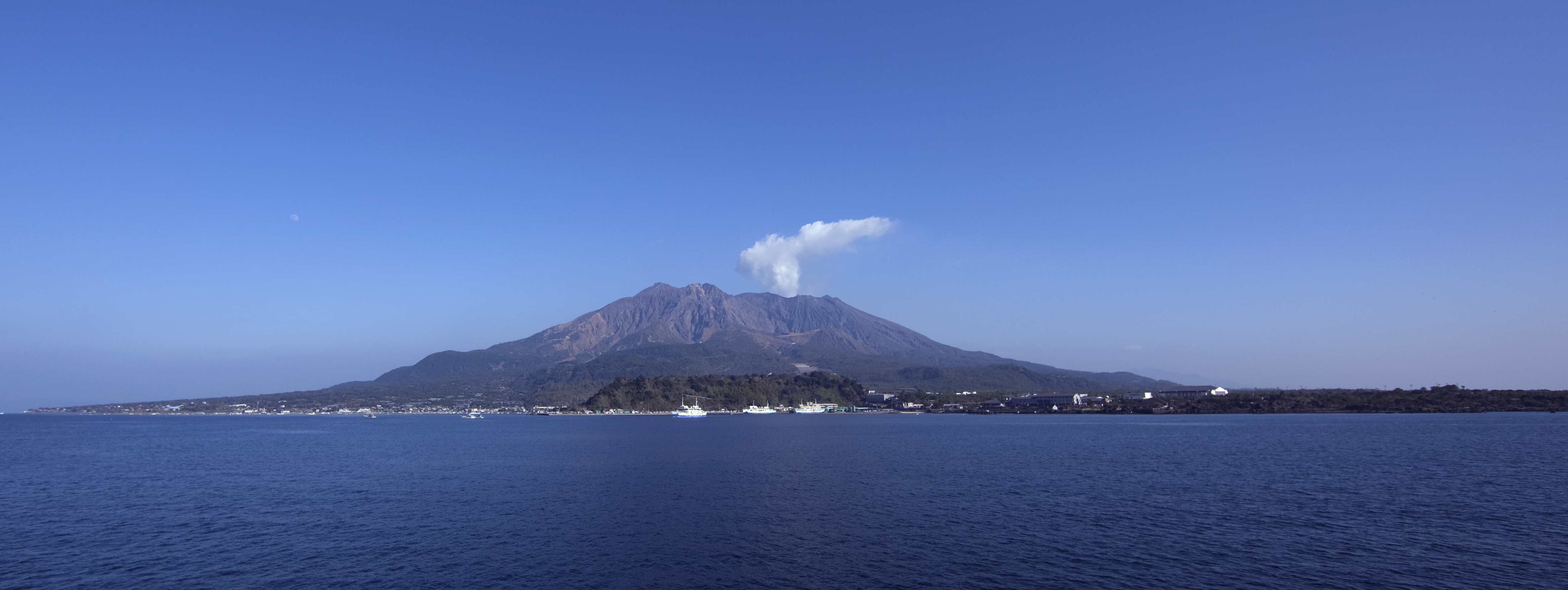
Сакура-дзіма

## Рельєф
Середні висоти — 438 м; найнижча точка — Хачиро-Гата (-4 м); найвища точка — гора Фуджісан (3776 м). У ландшафті країни переважають незграбні і загострені форми рельєфу, непридатні для ведення сільськогосподарських робіт. Тільки на півдні Хонсю і на Кюсю рельєф згладжений, ще більш плавні контури мають прибережні райони Хоккайдо. На островах Рюкю переважає низькогір'я. Рівнини займають не більше 15 % території країни.

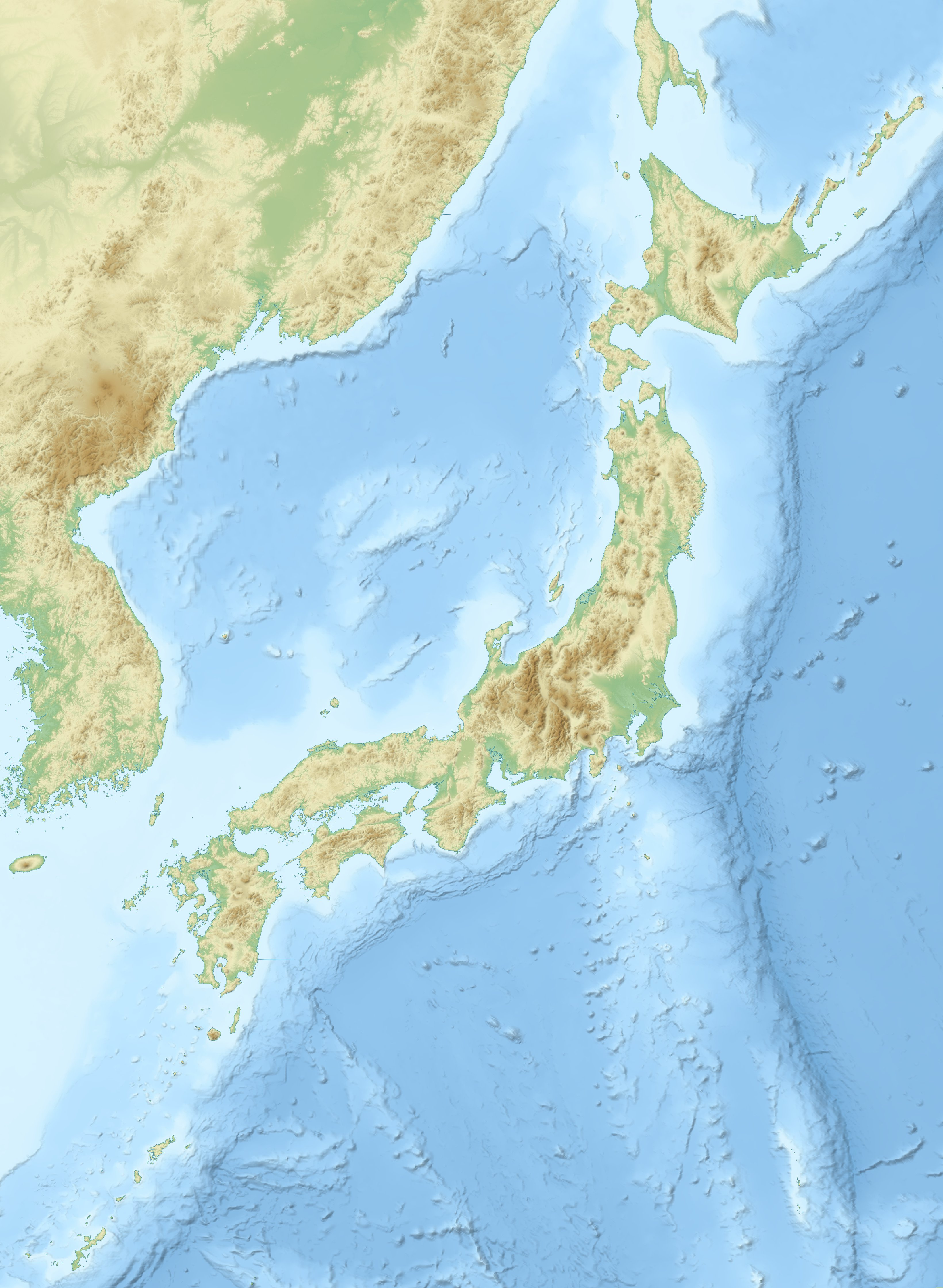
Рельєф Японії
Рельєф Японії
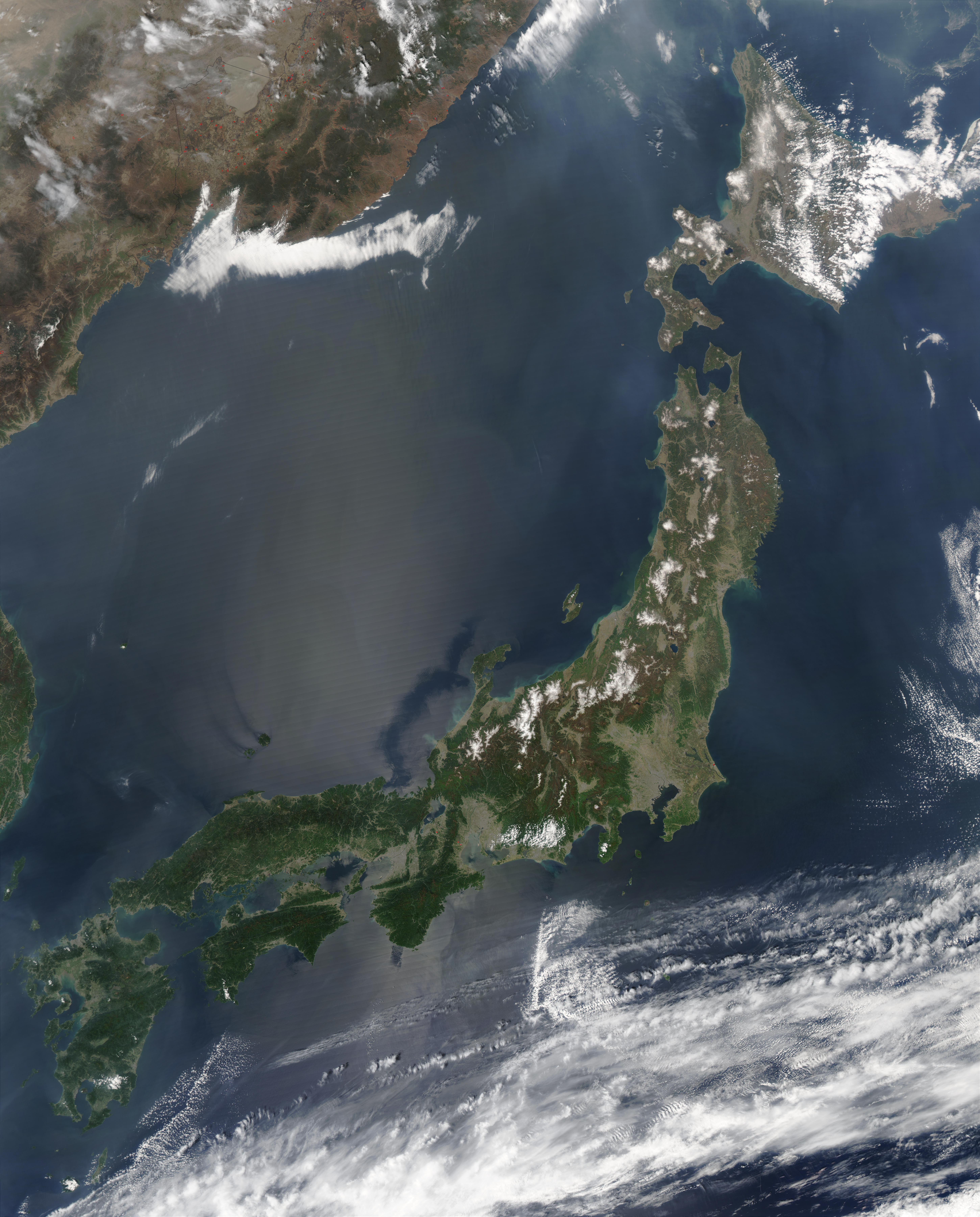
Супутниковий знімок поверхні країни
Карта країни (англ.)

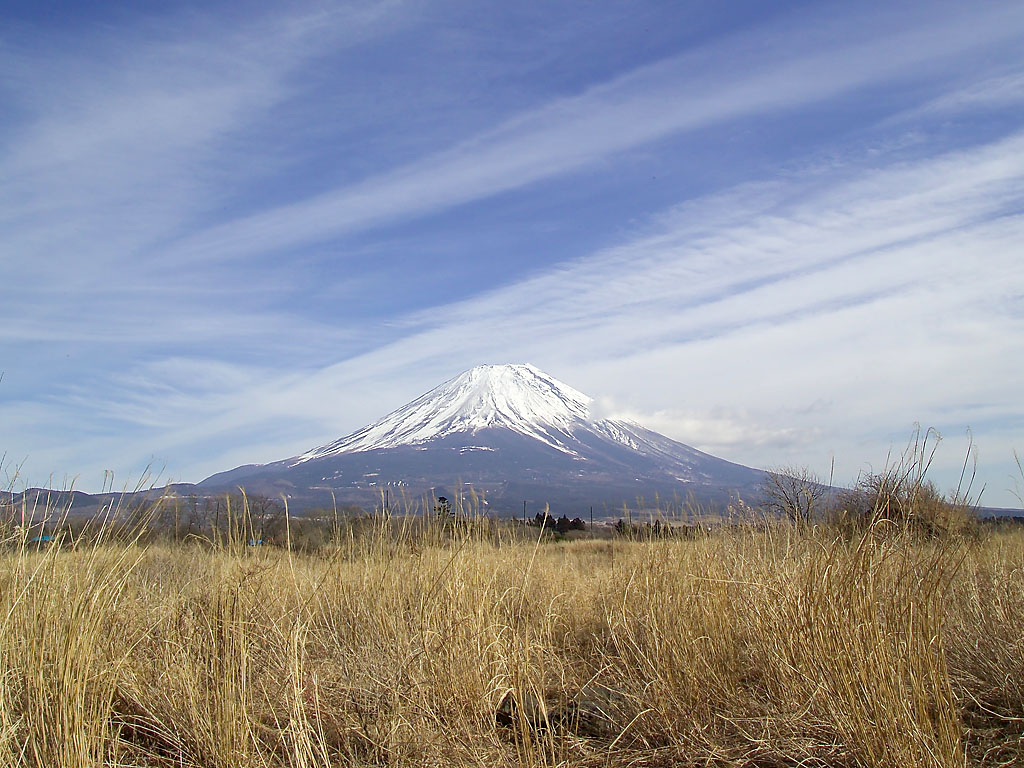
Гора Фудзі із заходу
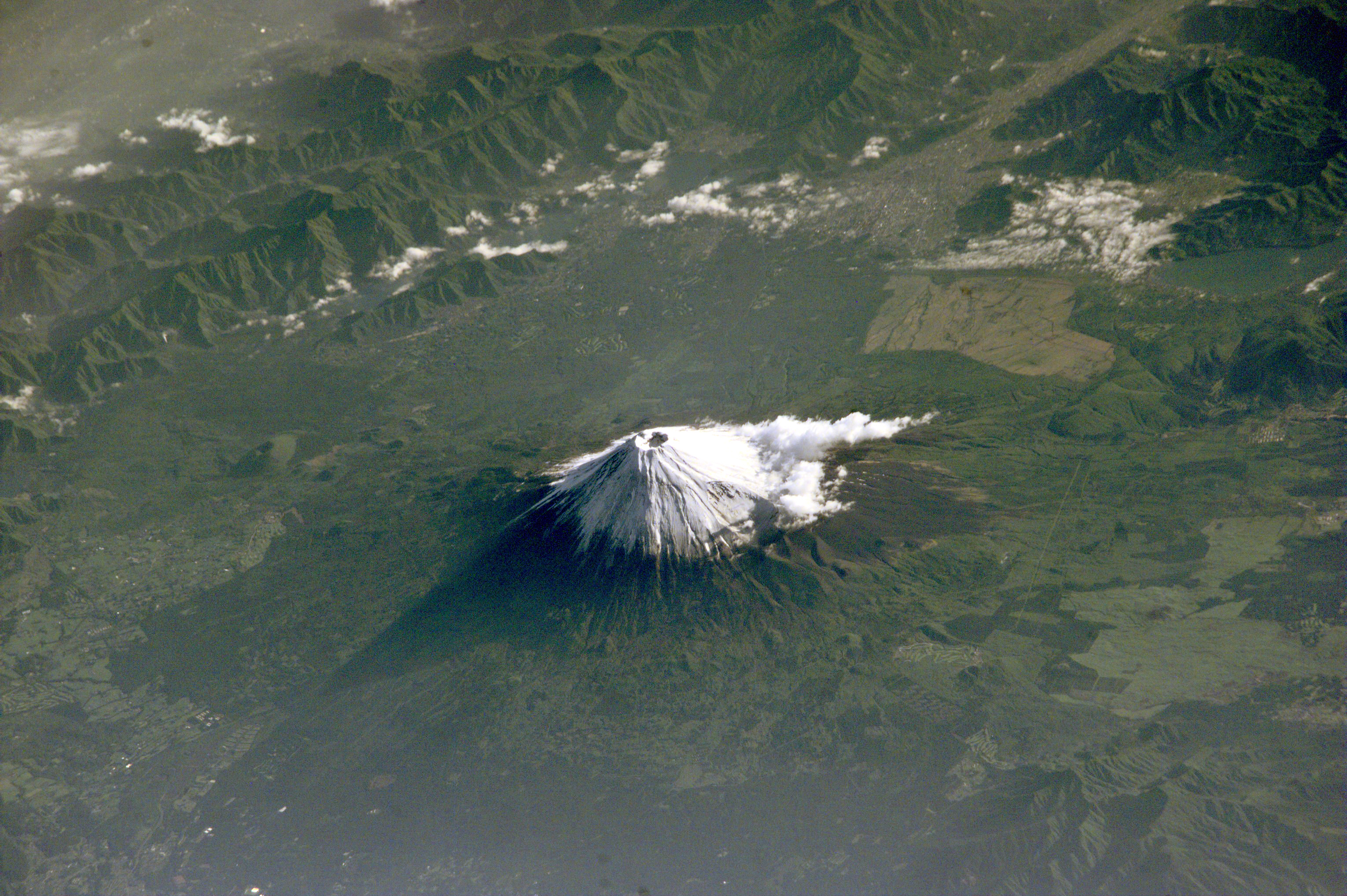
Гора Фудзі із космосу

### Гори
Гори займають дві третини усієї площі Японії — близько 270 тисяч км². Власне гори становлять 60 % усієї площі (230 тисяч км²), а пагорби — 10 % (40 тисяч км²). Схили гірських пасом переважно дуже круті, скелясті. Багато гір у прибережній зоні. Переважають низькі й середньовисотні гори, в основному субмеридіонального простягання.
Найвищі гори пролягають в центрі острова Хонсю, в Центральногірському районі. Їх називають Японськими Альпами або Японським хребтом. Вони складаються з хребтів Акаїсі, Кісо, Хіда. Середня висота цих гір коливається в межах 2500—3000 м. Їхні окремі піки перевищують 3000 м над рівнем моря, а річкові ущелини врізаються на глибину до 2000 м.
Основні гірські системи Японії:
| - Гори Кітамі - Гори Ісікарі - Гори Юбарі - Гори Хідака - Гори Сіракамі - Гори Оу - Гори Кітакамі - Гори Етіґо - Гори Канто | - Гори Акаїсі - Гори Кісо - Гори Хіда - Гори Кії - Гори Тюґоку - Гори Санукі - Гори Сікоку - Гори Цукусі - Гори Кюсю |

Найвищі гори:

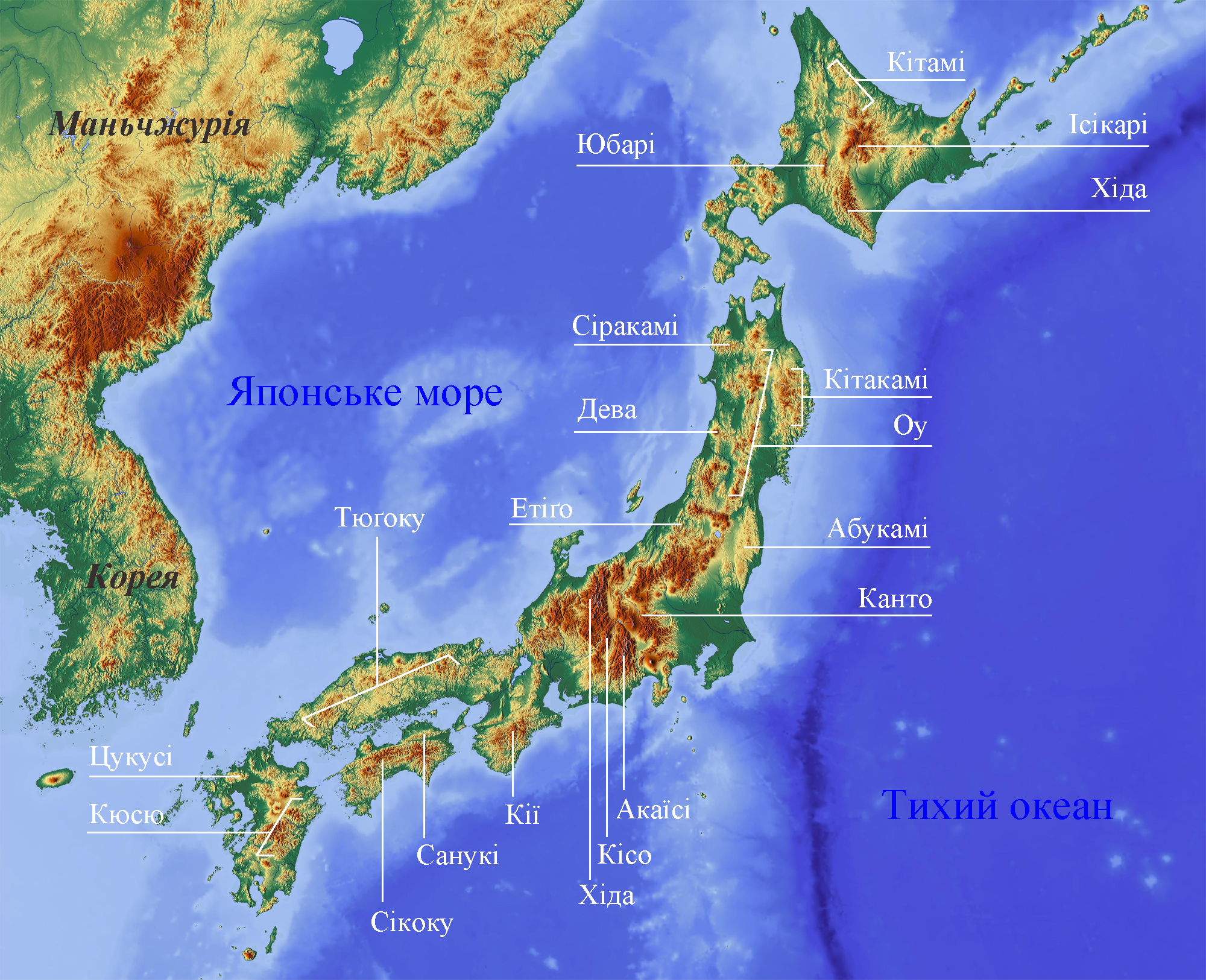
Орографічна схема Японії

| - Гора Фудзі (富士山, ふじさん) 3,776 м - Гора Кіта (北岳, きただけ) 3,193 м - Гора Хотака (奥穂高岳, おくほたかだけ) 3,190 м - Гора Айнодаке (間ノ岳, あいのだけ) 3,189 м - Гора Яріґатаке (槍ケ岳, やりがたけ) 3,180 м - Гора Хіґасі (東岳, ひがしだけ) 3,141 м - Гора Акаїсі (赤石岳, あかいしだけ) 3,120 м - Гора Карасава (涸沢岳, からさわだけ) 3,110 м - Гора Кіта-Хотака (北穂高岳, きたほたかだけ) 3,106 м - Гора Обамі (大喰岳, おおばみだけ) 3,101 м - Гора Мае-Хотака (前穂高岳, まえほたかだけ) 3,090 м | - Гора Нака (中岳, なかだけ) 3,084 м - Гора Аракава (荒川岳, あらかわだけ) 3,083 м - Гора Онтаке (御嶽山, おんたけさん) 3,067 м - Гора Ноторі (農鳥岳, のうとりだけ) 3,051 м - Гора Сіомі (塩見岳, しおみだけ) 3,047 м - Гора Сендзьо (仙丈ケ岳, せんじょうがたけ) 3,033 м - Гора Мінамі (南岳, みなみだけ) 3,033 м - Гора Норікура (乗鞍岳, のりくらだけ) 3,026 м - Гора Татеяма (立山, たてやま) 3,025 м - Гора Хідзірі (聖岳, ひじりだけ) 3,013 м |

### Узбережжя

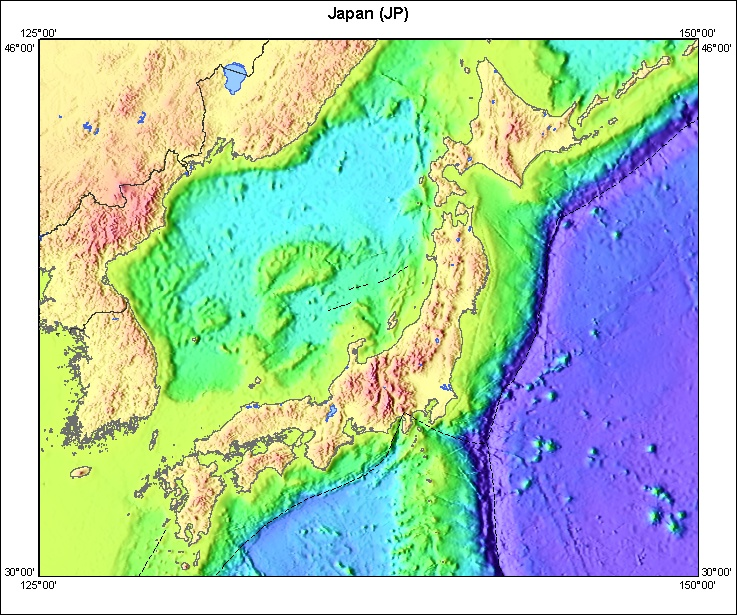
Батиметрія навколишніх вод
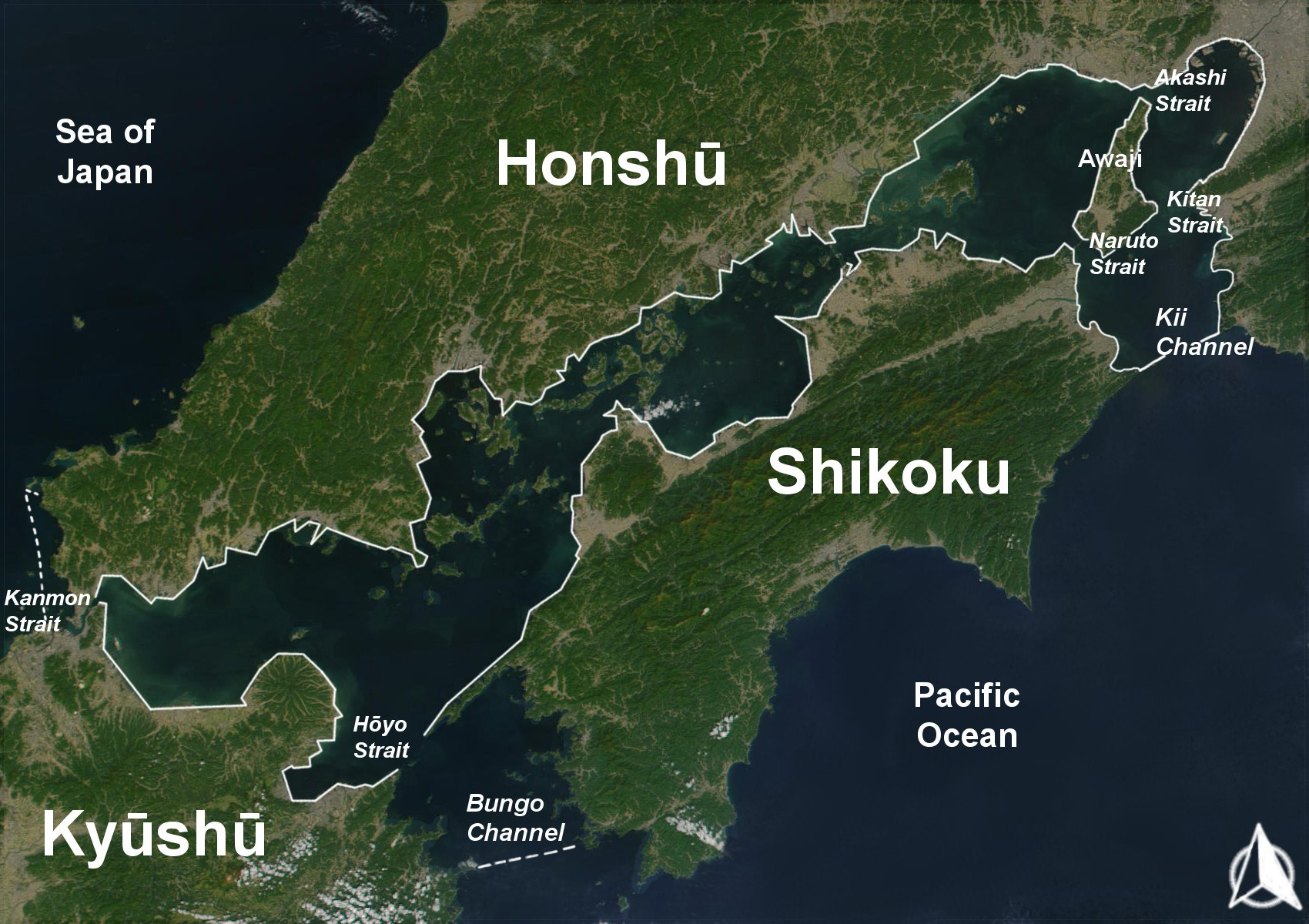
Внутрішнє Японське море
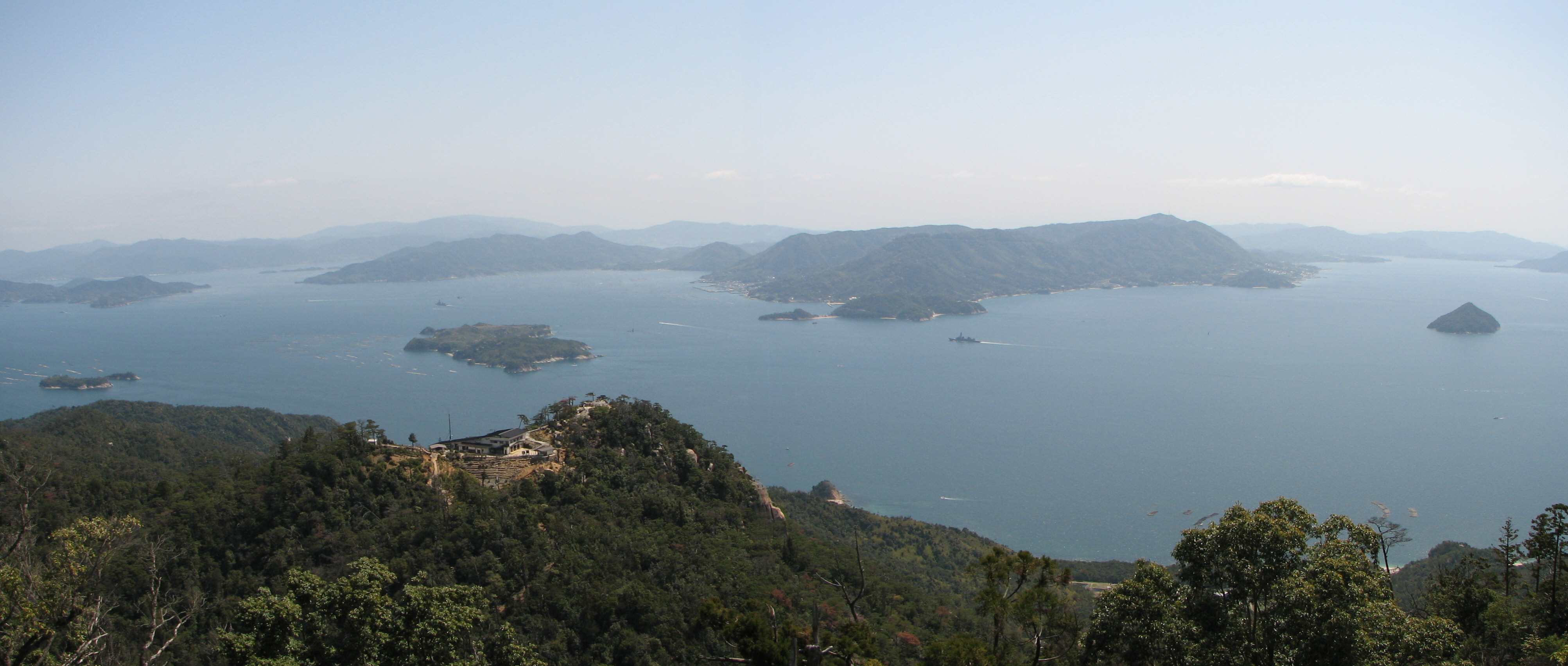
Внутрішнє Японське море

### Острови
Японський архіпелаг складається з 6852 великих і малих островів, серед яких найбільшими є острова Кюсю, Сікоку, Хонсю та Хоккайдо. Менші острови: Садо, Окі, Цусіма, Ґото, Авадзі тощо. До архіпелагу також належать великі групи островів Рюкю, Ідзу та Оґасавара.

Найбільші острови Японії
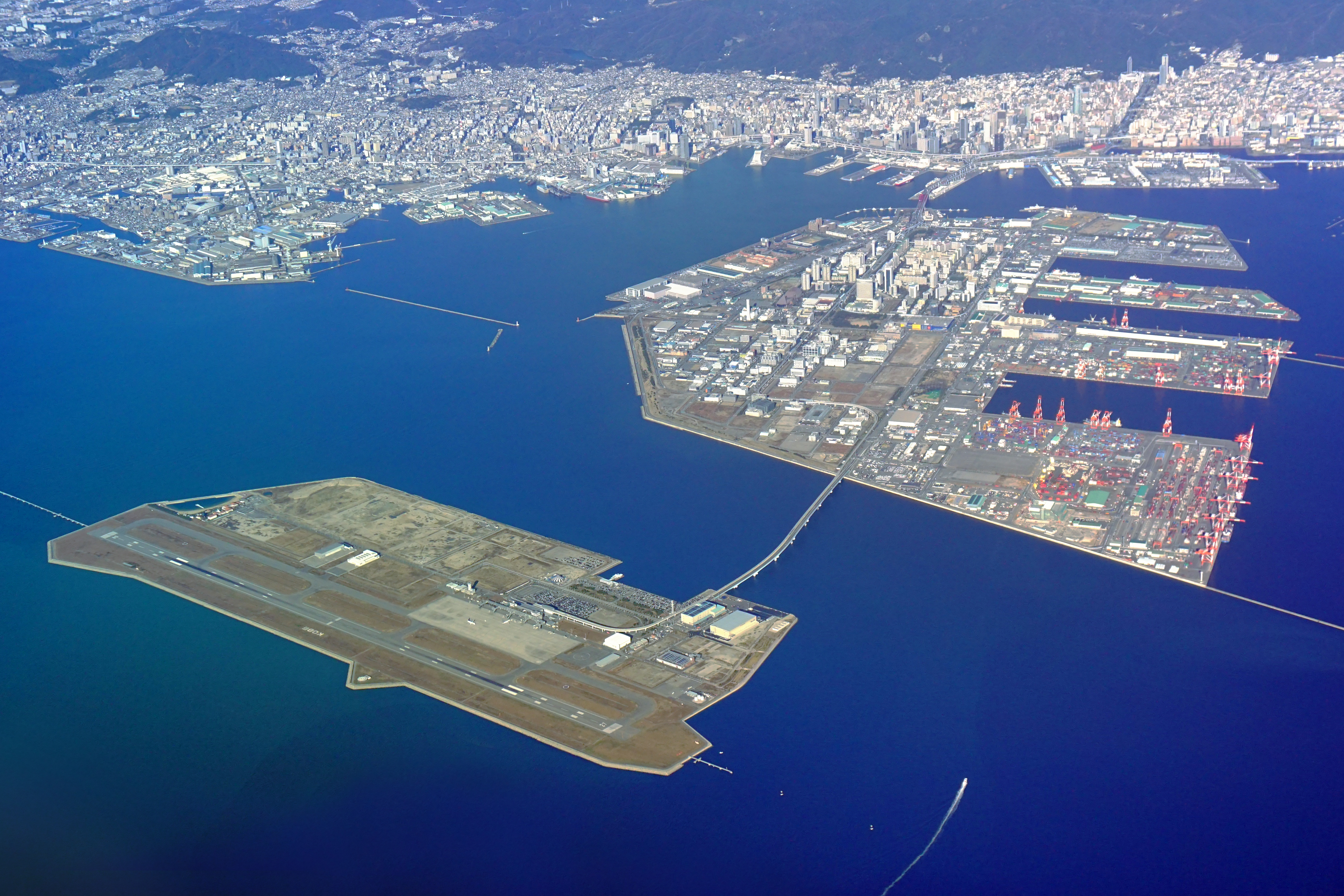
Намивні штучні острови у затоці Осака

Найбільші острови:
- Хонсю 231 113 км², 61 % площі країни
- Хоккайдо 83 457 км², 22 % площі країни
- Кюсю 42 191 км², 11 % площі країни
- Сікоку 18 792 км², 5 % площі країни
- Острів Ітуруп або Еторофу (択捉島　 えとろふとう) 3182,7 км² — окупований Росією
- Острів Кунашир або Кунасірі (国後島 くなしりとう) 1498,6 км² — окупований Росією
- Острів Окінава (沖縄島 おきなわじま) 1207,9 км²
- Острів Садо (佐渡島 さどしま) 854,5 км²
- Острів Амамі-Осіма (奄美大島 あまみおおしま) 712,5 км²
- Острів Цусіма (対馬 つしま) 696,5 км²
- Острів Авадзі (淡路島 あわじしま) 592,3 км²
- Острів Амакуса-Сімосіма (天草下島 あまくさしもしま) 574,2 км²
- Острів Якусіма (屋久島 やくしま) 504,9 км²
- Острів Танеґасіма (種子島 たねがしま) 445,1 км²
- Острів Фукуе (福江島 ふくえじま) 326,4 км²
- Острів Іріомоте (西表島 いりおもてじま) 289,3 км²
- Острів Шикотан або Сікотан (色丹島 しこたんとう) 250,2 км² — окупований Росією
- Острів Токуносіма (徳之島 とくのしま) 247,8 км²
- Острів Доґо (島後 どうご) 241,6 км²
- Острів Амакуса-Камісіма (天草上島 あまくさかみしま) 225,4 км²
- Острів Ісіґакі (石垣島 いしがきじま) 222,6 км²
- Острів Рісірі (利尻島 りしりとう) 182,2 км²
- Острів Накадорі (中通島 なかどおりじま) 168,4 км²
- Острів Хірадо (平戸島 ひらどしま) 163,7 км²
- Острів Міяко (宮古島 みやこじま) 159,3 км²
- Острів Сьодо (小豆島 しょうどしま) 153,3 км²
- Острів Окушірі (奥尻島 おくしりとう) 142,7 км²
- Острів Ікі (壱岐島 いきしま) 133,9 км²
- Острів Ясіро (屋代島 やしろじま) 128,4 км²
- Острів Окіно-Ерабу (沖永良部島 おきのえらぶじま) 93,7 км²
- Острів Ета і острів Номі (江田島 えたじま; 能美島 のうみじま) 91,5 км²
- Острів Осіма (大島 おおしま) 91,1 км²
- Острів Наґасіма (長島 ながしま) 90,6 км²
- Острів Ребун (礼文島 れぶんとう) 81,0 км²
- Острів Какерома (加計呂麻島 かけろまじま) 77,4 км²
- Острів Курахасі (倉橋島 くらはしじま) 69,6 км²
- Острів Хатідзьо (八丈島 はちじょうじま) 69,5 км²
- Острів Сімо-Косікі (下甑島 しもこしきじま) 66,1 км²
- Острів Омісіма (大三島 おおみしま) 64,6 км²
- Острів Сібоцу (志発島 しぼつとう) 59,5 км²
- Острів Куме (久米島 くめじま) 59,1 км²
- Острів Кікай (喜界島 きかいしま) 56,9 км²
- Острів Нісіносіма (西ノ島 にしのしま) 55,9 км²
- Острів Міяке (三宅島 みやけじま) 55,4 км²

## Клімат
Північна територія Японії лежить у помірному кліматичному поясі мусонного типу, центральна і південна у субтропічному. превалюють помірні повітряні маси цілий рік, на півдні влітку вторгнення тропічних, західний масоперенос. Значні сезонні амплітуди температури повітря. Вологе дощове літо, на півдні досить спекотне і досить вологе; прохолодна посушлива зима, на півночі зі стійким сніговим покривом.
Кліматичні зони Японії:
- Зона Хоккайдо (北海道の気候). Найпівнічніший регіон помірного клімату з холодними зимами і прохолодним літом. Опади не часті, але взимку терени острова густо вкриті снігом.
- Зона Японського моря (日本海側の気候). Західне узбережжя острова Хонсю є місцем частих і сильних опадів, особливо в зимовий час. Влітку воно є прохолодним, хоча інколи, завдяки вітру Фен, буває надзвичайно спекотним.
- Зона Центральногірська (中央高地の気候). Типовий континентальний клімат з сильним перепадом температур взимку і влітку, вночі і вдень. Опади помірні.
- Зона Внутрішнього Японського моря (瀬戸内の気候). Гори Тюґоку і Сікоку перешкоджають проникненню сезонних вітрів, забезпечуючи відносно теплу погоду впродовж цілого року. Клімат середземноморський.
- Зона Тихого океану (太平洋側の気候). Східне узбережжя японського архіпелагу характеризується холодними зимами з невеликою кількістю снігопадів, та спекотним і вологим літом завдяки південно-східним вітрам.
- Зона Рюкю (南西諸島の気候). Острови Рюкю знаходяться у субтропічному кліматичному поясі, де зима і літо теплі. Опади дуже сильні, особливо влітку. Частими є тайфуни.

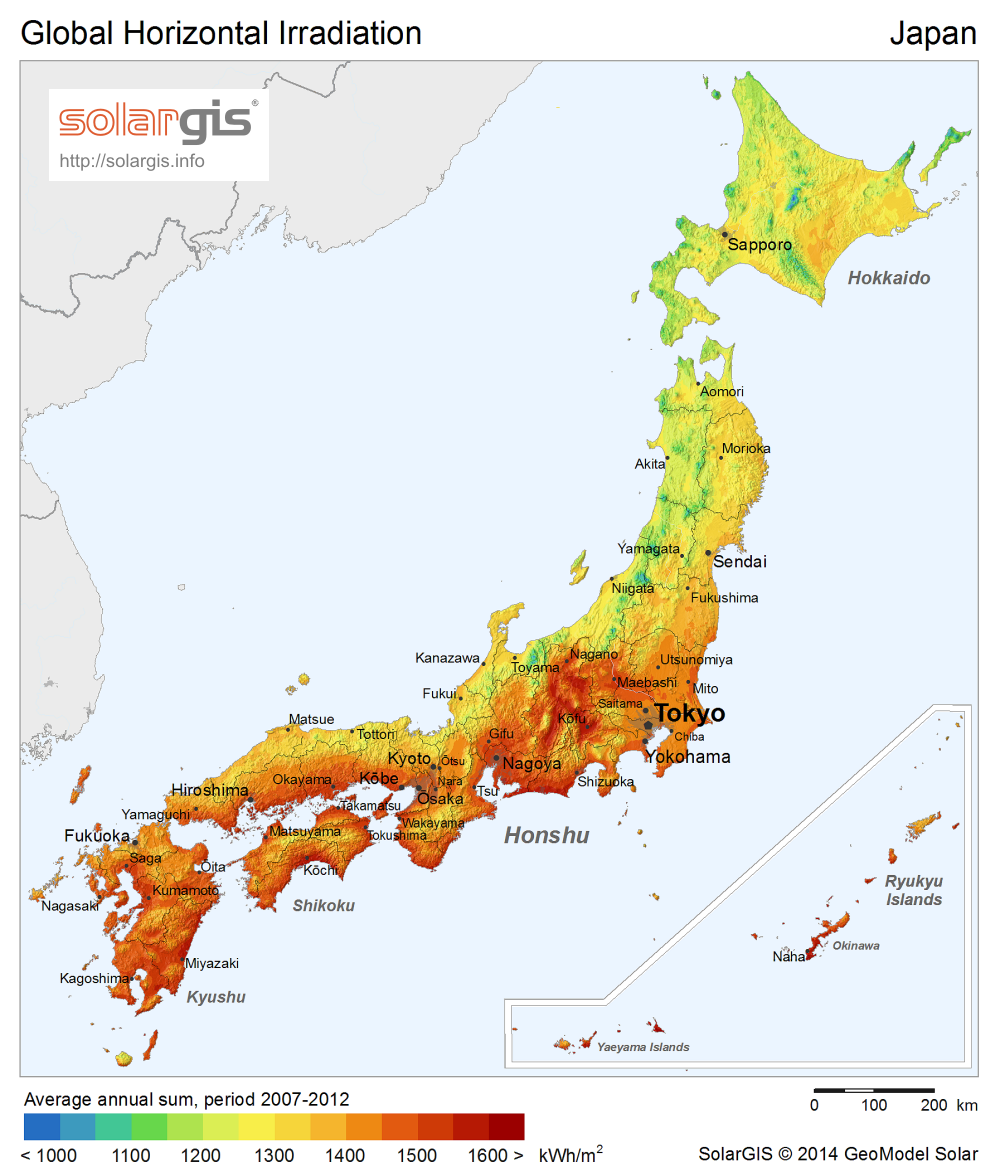
Сонячна радіація (англ.)
Кліматична карта Японії (за Кеппеном)
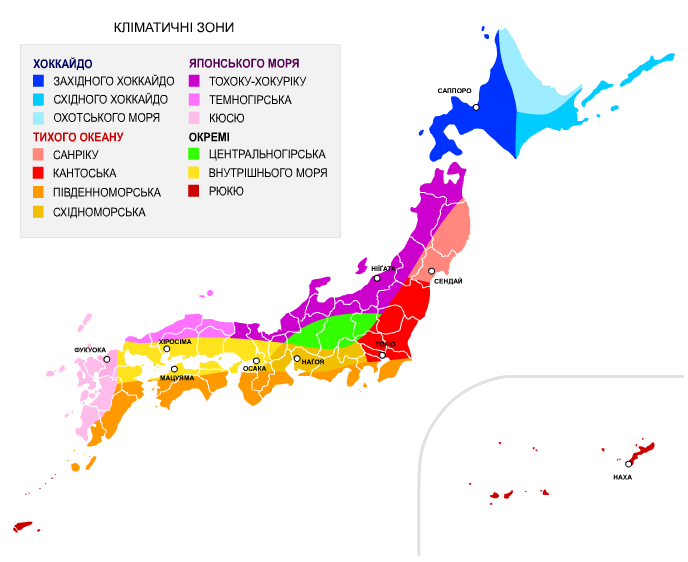
Кліматичні зони Японії
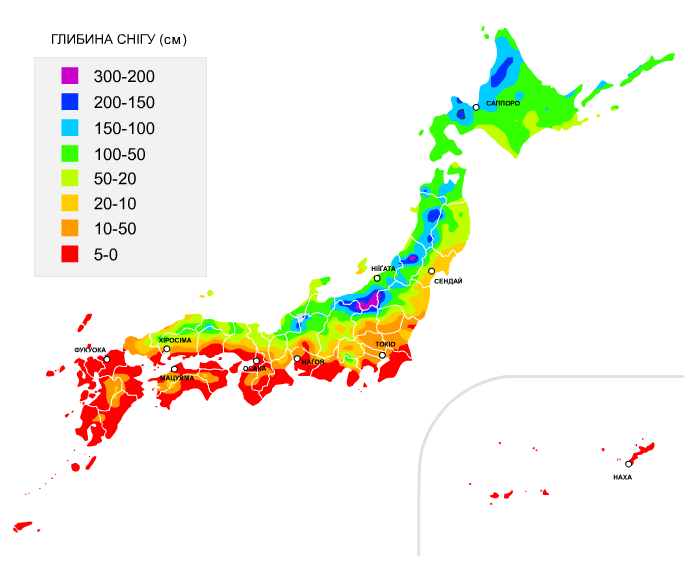
Максимальна глибина снігу, спостереження 1971-2000 років
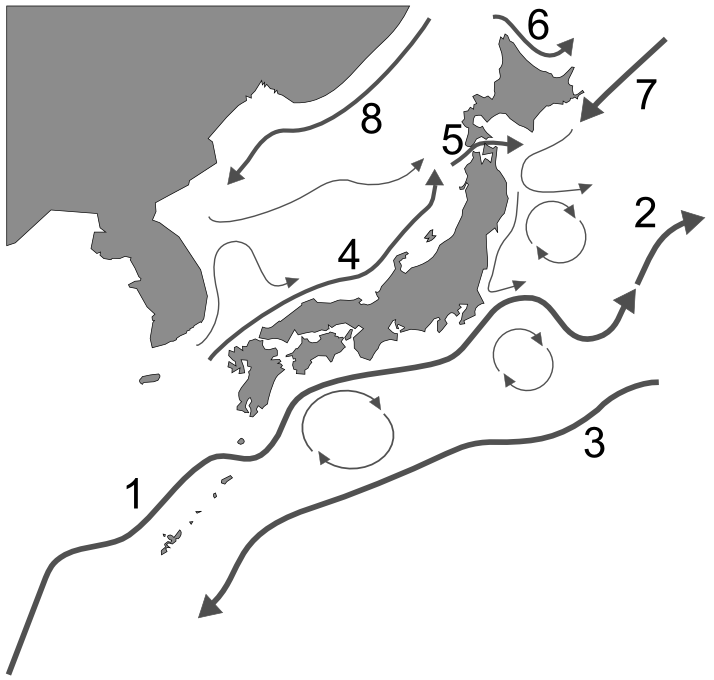
Схема морських течій навколо Японії
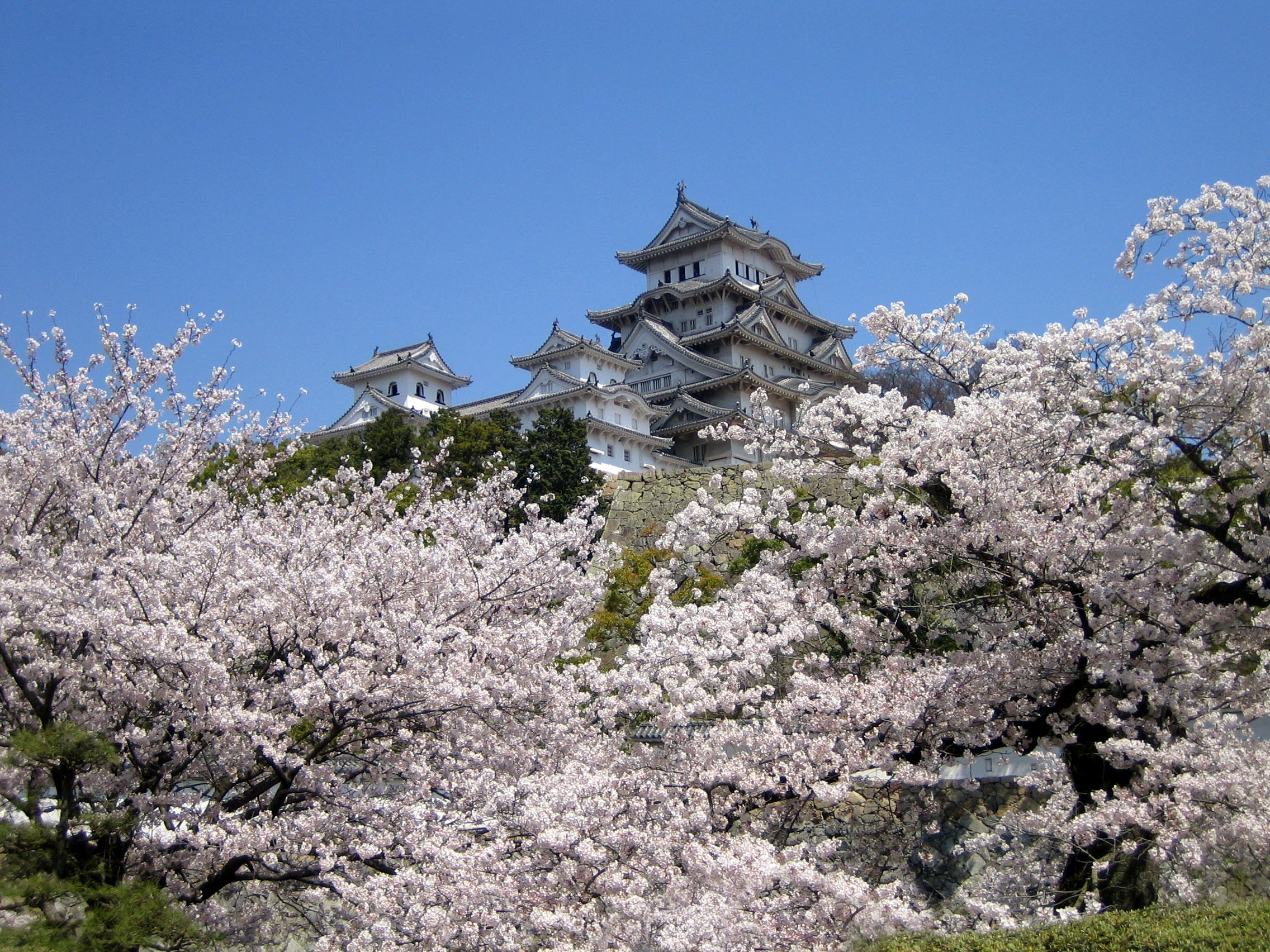
Цвітіння сакури навесні
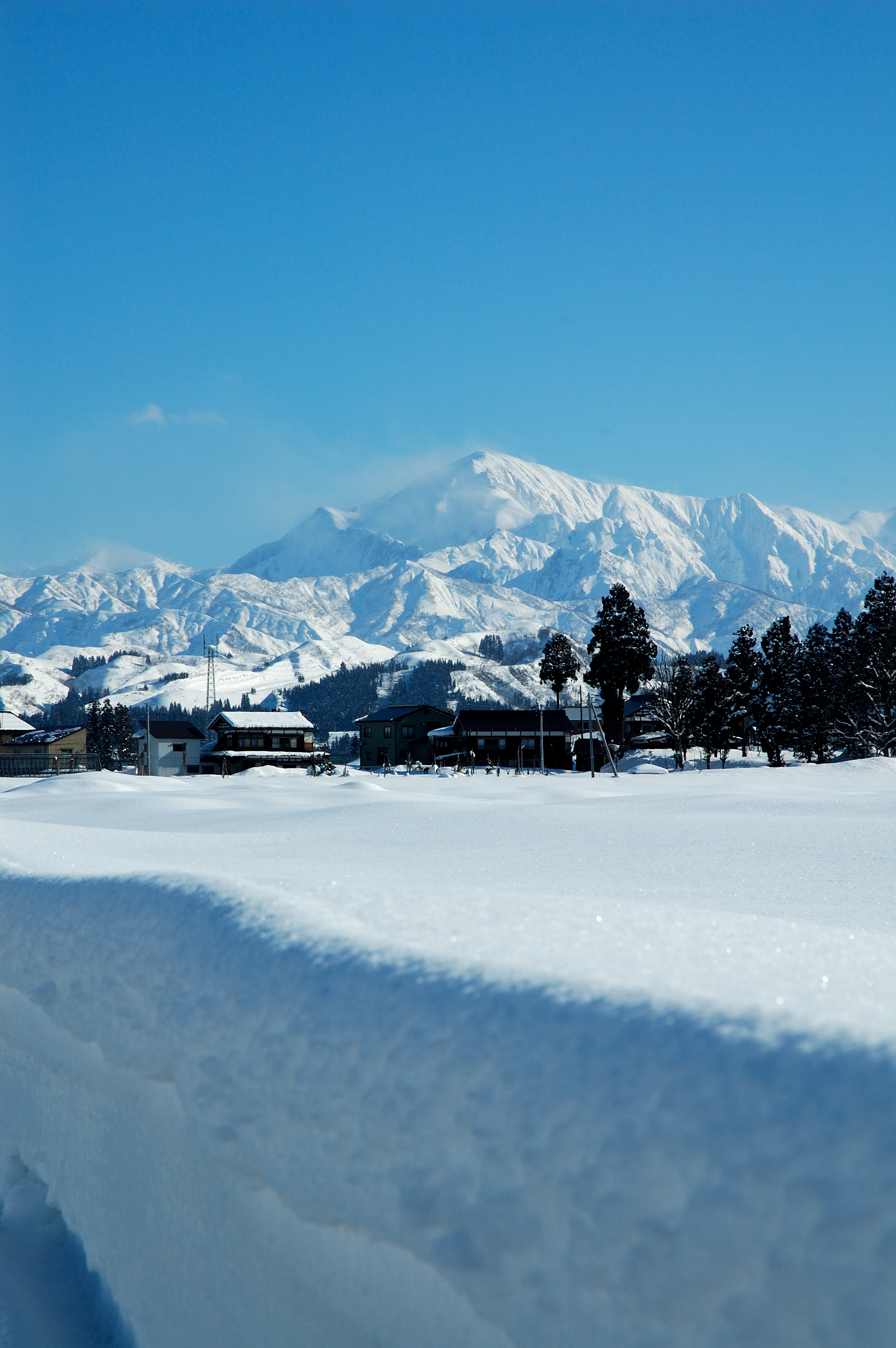
Сніговий покрив у горах взимку

Особливість японського клімату є чіткий поділ на чотири пори року — весну, літо, осінь та зиму. Окрім них в Японії існують сезони літніх дощів, тайфунів та осінніх дощів. Японська весна триває з 1 березня по 21 травня. Її початок припадає на 1 — 17 березня, розквіт — на 18 березня — 4 травня, закінчення — на 5 травня — 21 травня. Температура повітря протягом весни поступово зростає. 3 і 4 квітня, а також 21 і 22 квітня часто буває хмарна або дощова погода. Її називають «дощем овочевих зерен». Ранок 2 і 5 травня, зазвичай, буває дуже холодним, так що в центральних районах подекуди випадає паморозь. Літо починається між 22 травня і 10 червня. Його перериває сезон дощів, що триває з 11 червня по 16 липня. Після цього, до 7 серпня, стоїть спекотне літо, завершальний період якого припадає на 8 — 20 серпня.
Середні температури повітря (°C)
| Станція  | Річна | Січ. | Лют. | Бер. | Кві. | Тра. | Чер. | Лип. | Сер. | Вер. | Жов. | Лис. | Гру. |  |
| Саппоро  | 8,5   | -4,1 | -3,5 | 0,1  | 6,7  | 12,1 | 16,3 | 20,5 | 22,0 | 17,6 | 11,3 | 4,6  | -1,0 |  |
| Сендай   | 12,1  | 1,5  | 1,7  | 4,5  | 10,1 | 14,9 | 18,3 | 22,1 | 24,1 | 20,4 | 14,8 | 9,1  | 4,3  |  |
| Ніїґата  | 13,5  | 2,6  | 2,5  | 5,4  | 11,2 | 16,1 | 20,4 | 24,5 | 26,2 | 22,0 | 16,0 | 10,2 | 5,3  |  |
| Токіо    | 15,9  | 5,8  | 6,1  | 8,9  | 14,4 | 18,7 | 21,8 | 25,4 | 27,1 | 23,5 | 18,2 | 13,0 | 8,4  |  |
| Наґоя    | 15,4  | 4,3  | 4,7  | 8,2  | 14,1 | 18,5 | 22,3 | 26,0 | 27,3 | 23,4 | 17,6 | 11,9 | 6,7  |  |
| Осака    | 16,5  | 5,8  | 5,9  | 9,0  | 14,8 | 19,4 | 23,2 | 27,2 | 28,4 | 24,4 | 18,7 | 13,2 | 8,3  |  |
| Хіросіма | 16,1  | 5,3  | 5,7  | 9,0  | 14,6 | 18,9 | 22,8 | 26,9 | 28,4 | 27,9 | 18,0 | 12,3 | 7,5  |  |
| Фукуока  | 16,6  | 6,4  | 6,9  | 9,9  | 14,8 | 19,1 | 22,6 | 26,9 | 27,6 | 23,9 | 18,7 | 13,4 | 8,7  |  |
| Наха     | 22,7  | 16,6 | 16,6 | 18,6 | 21,3 | 23,8 | 26,6 | 28,5 | 28,2 | 27,2 | 24,9 | 21,7 | 18,4 |  |

Розподіл норми атмосферних опадів (мм)
| Станція  | Річна | Січ. | Лют. | Бер. | Кві. | Тра. | Чер. | Лип. | Сер. | Вер. | Жов. | Лис. | Гру. |  |
| Саппоро  | 1128  | 111  | 96   | 80   | 61   | 55   | 51   | 67   | 137  | 138  | 124  | 103  | 105  |  |
| Сендай   | 1242  | 33   | 48   | 73   | 98   | 108  | 138  | 160  | 174  | 218  | 99   | 67   | 26   |  |
| Ніїґата  | 1776  | 180  | 128  | 105  | 94   | 103  | 128  | 178  | 143  | 163  | 149  | 201  | 204  |  |
| Токіо    | 1467  | 49   | 60   | 115  | 130  | 128  | 165  | 162  | 155  | 209  | 163  | 93   | 40   |  |
| Наґоя    | 1565  | 43   | 64   | 115  | 143  | 156  | 202  | 218  | 140  | 250  | 117  | 80   | 37   |  |
| Осака    | 1306  | 44   | 59   | 100  | 121  | 140  | 201  | 155  | 99   | 175  | 109  | 66   | 38   |  |
| Хіросіма | 1541  | 47   | 67   | 121  | 156  | 157  | 258  | 236  | 126  | 180  | 95   | 68   | 35   |  |
| Фукуока  | 1632  | 72   | 71   | 109  | 125  | 139  | 272  | 266  | 188  | 175  | 81   | 81   | 54   |  |
| Наха     | 2037  | 115  | 125  | 160  | 181  | 234  | 212  | 176  | 247  | 200  | 163  | 124  | 101  |  |

Японія є членом Всесвітньої метеорологічної організації (WMO), в країні ведуться систематичні спостереження за погодою.

## Внутрішні води
Загальні запаси відновлюваних водних ресурсів (ґрунтові і поверхневі прісні води) становлять 430 км³. Станом на 2012 рік в країні налічувалось 24690 км² зрошуваних земель. В Японії чимало коротких багатоводних річок і повноводних озер.

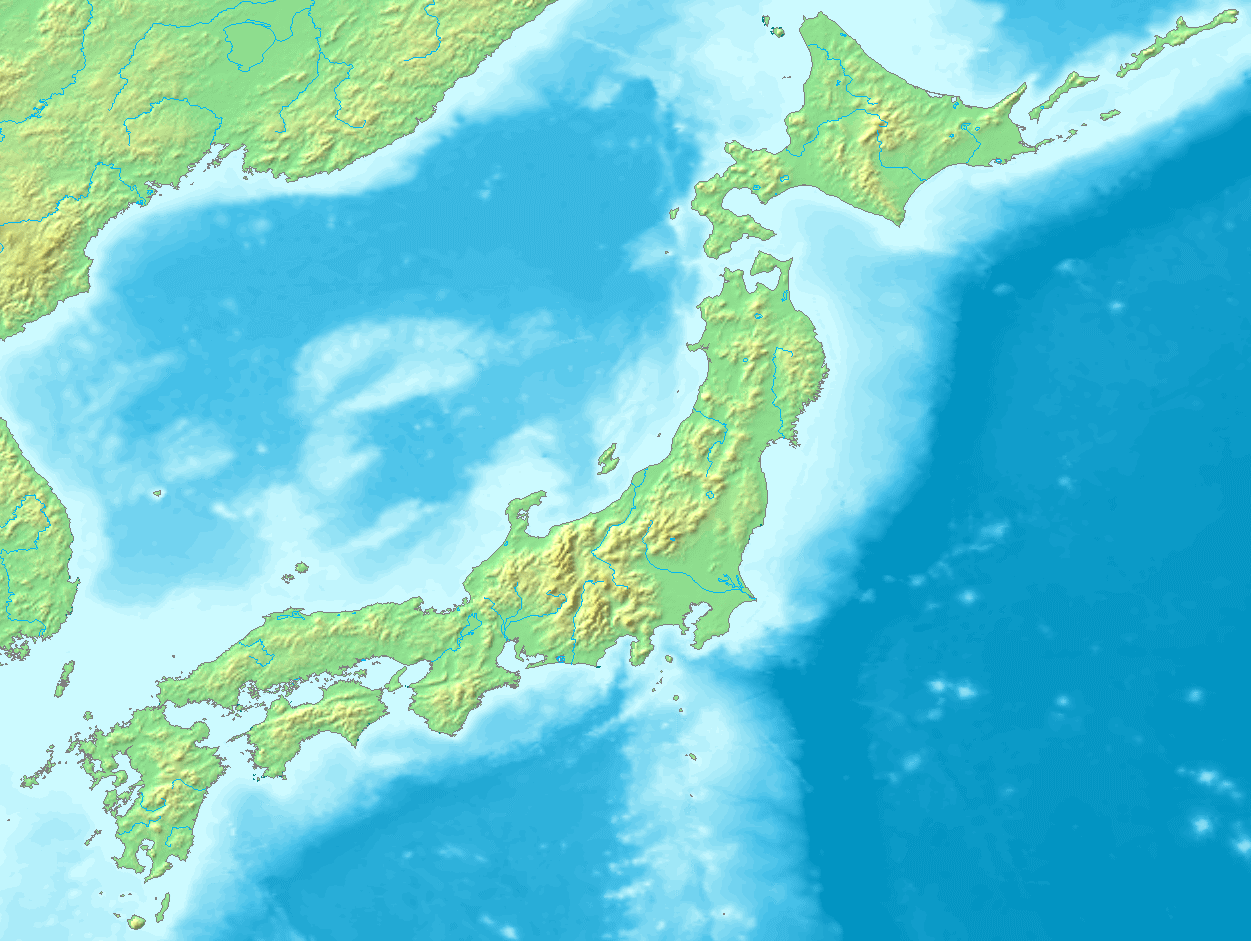
Гідрографічна мережа Японії
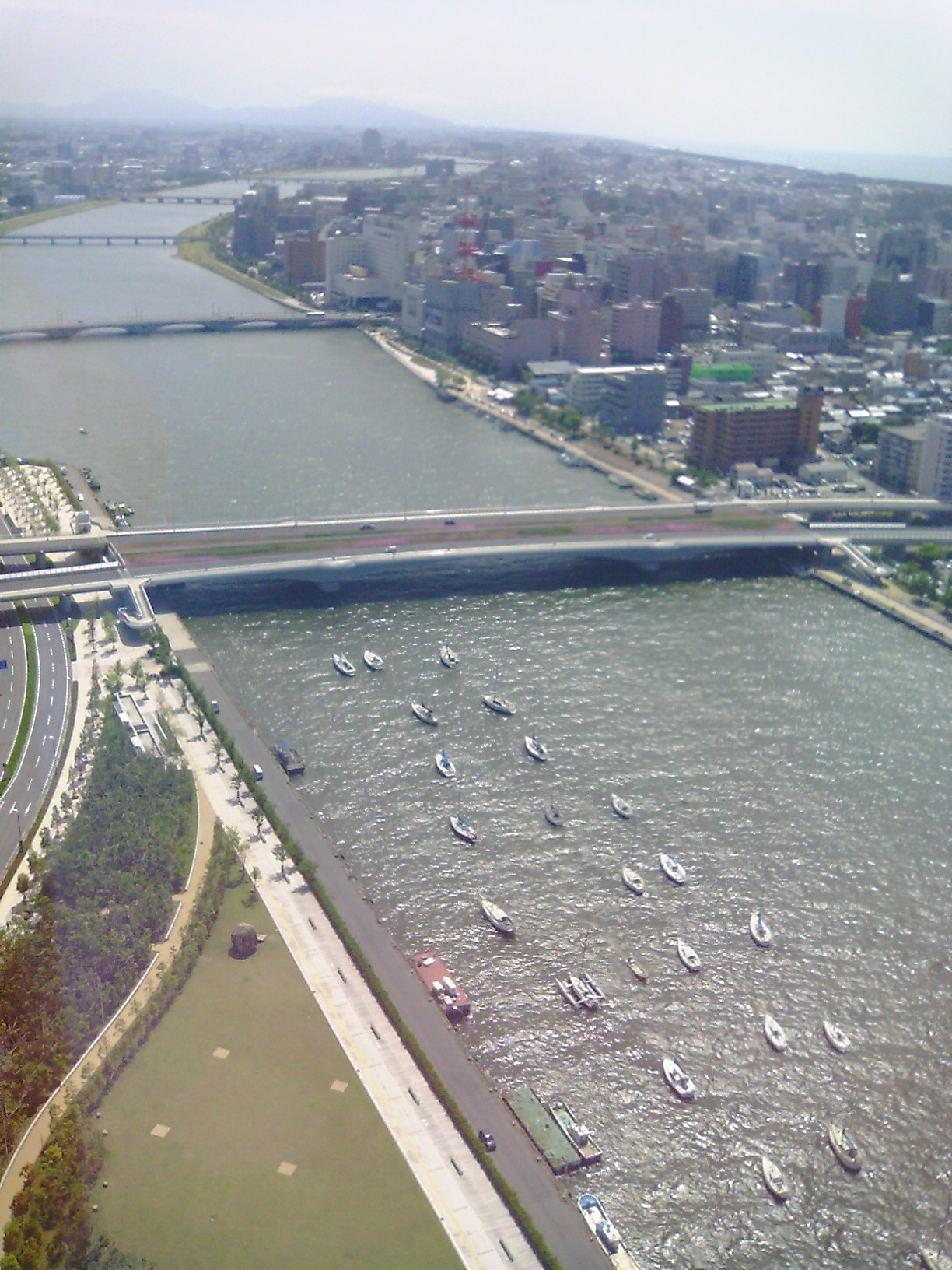
Річка Сінано у Ніїґаті
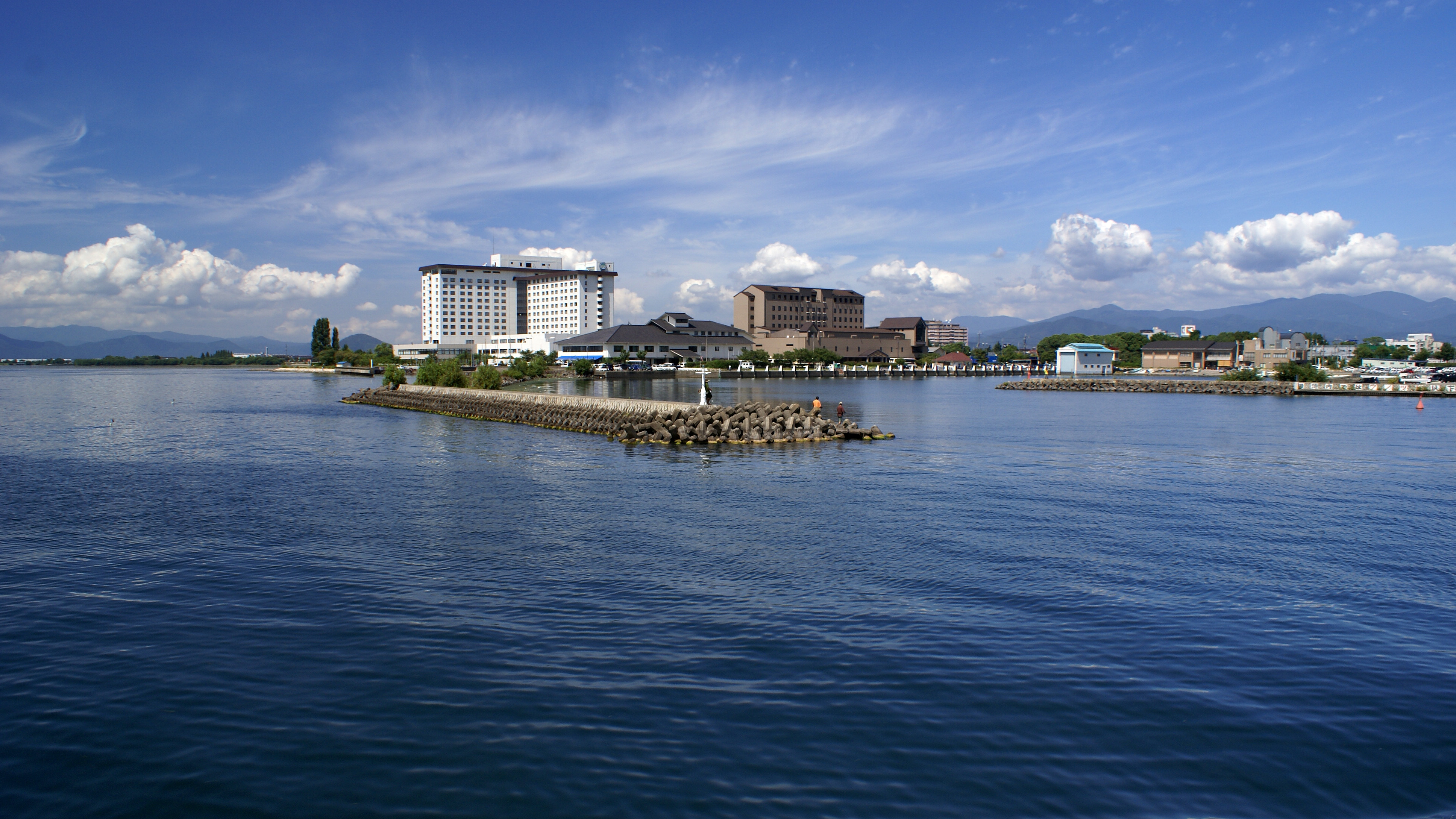
Порт Нагахама на озері Біва
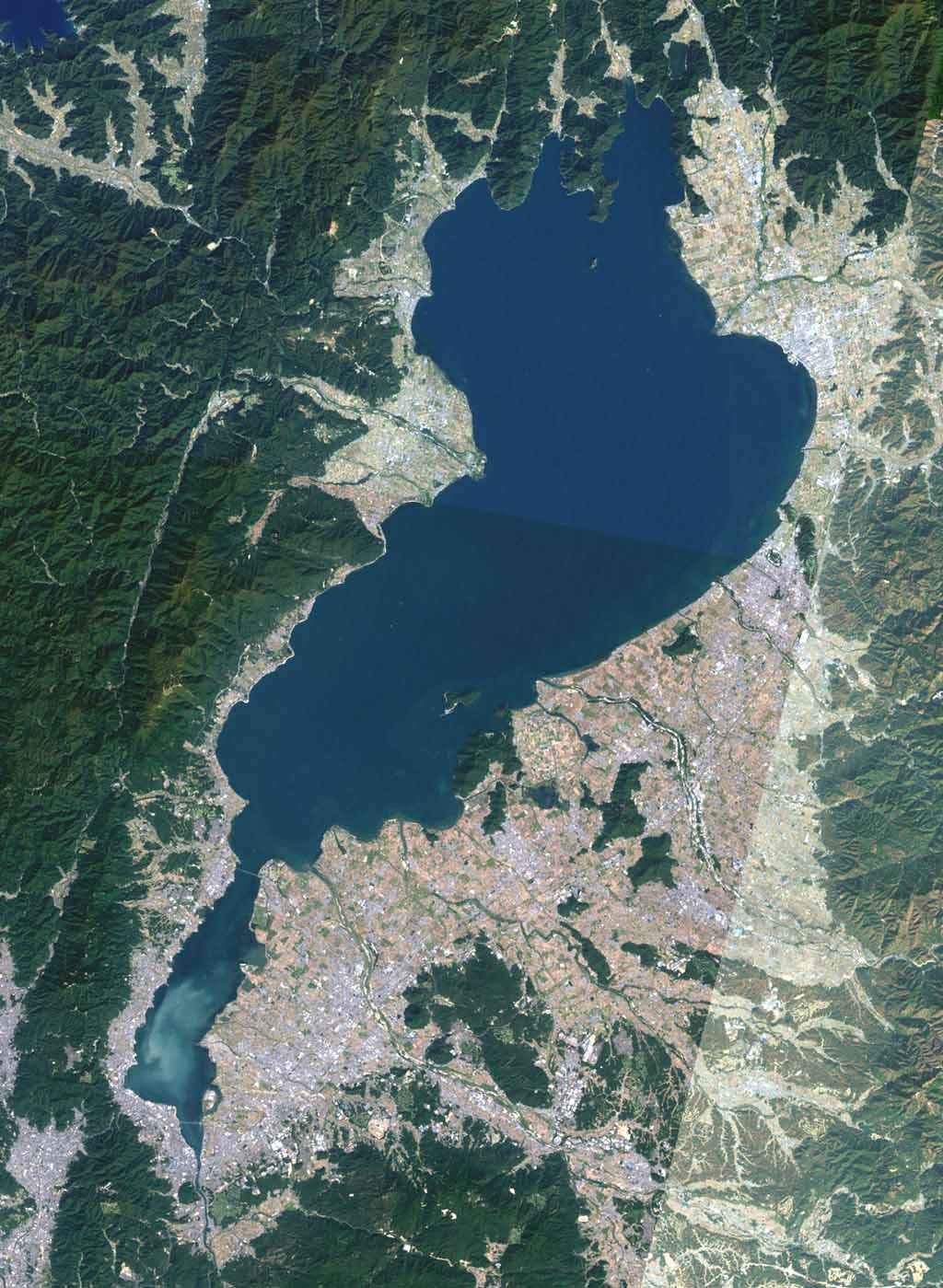
Озеро Біва з космосу
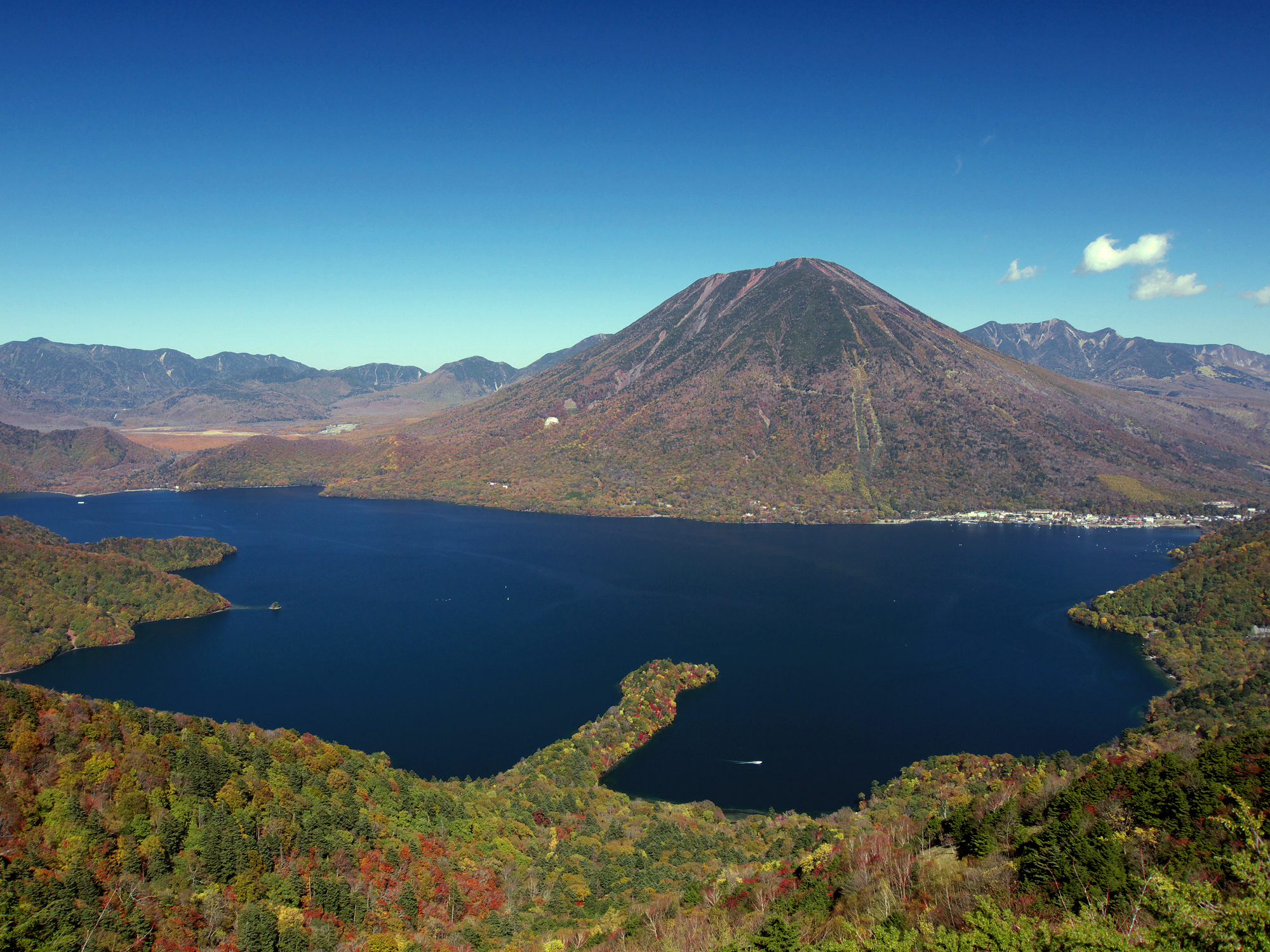
Озеро Чузенжі

### Річки
Річки країни належать басейну Тихого океану; на заході — Японського, на південному заході — Східнокитайського морів.
Найбільші річки:
| - Річка Тоне (利根川, とねがわ) 16,842 км² 322 км - Річка Ісікарі (石狩川, いしかりがわ) 14,330 км² 268 км - Річка Сінано (信濃川, しなのがわ) 11,900 км² 367 км - Річка Кітакамі (北上川, きたかみがわ) 10,150 км² 249 км - Річка Кісо (木曽川, きそがわ) 9,100 км² 229 км - Річка Токаті (十勝川, とかちがわ) 9,010 км² 156 км - Річка Йодо (淀川, よどがわ) 8,240 км² 75 км - Річка Аґано (阿賀野川, あがのがわ) 7,710 км² 210 км - Річка Моґамі (最上川, もがみがわ) 7,040 км² 229 км - Річка Тесіо (天塩川, てしおがわ) 5,590 км² 256 км - Річка Абукума (阿武隈川, あぶくまがわ) 5,400 км² 239 км - Річка Тенрю (天竜川, てんりゅうがわ) 5,090 км² 213 км - Річка Омоно (雄物川, おものがわ) 4,710 км² 133 км - Річка Йонесіро (米代川, よねしろがわ) 4,100 км² 136 км - Річка Фудзі (富士川, ふじがわ) 3,990 км² 128 км - Річка Ґо (江の川, ごうのかわ) 3,900 км² 194 км - Річка Йосіно (吉野川, よしのがわ) 3,750 км² 194 км - Річка Нака (那珂川, なかがわ) 3,270 км² 150 км - Річка Ара (Канто) (荒川, あらかわ) 2,940 км² 173 км - Річка Кудзурю (九頭竜川, くずりゅうがわ) 2,930 км² 116 км - Річка Тікуґо (筑後川, ちくごがわ) 2,863 км² 143 км - Річка Дзінцу (神通川, じんつうがわ) 2,720 км² 120 км | - Річка Такахасі (高梁川, たかはしがわ) 2,670 км² 111 км - Річка Хії (斐伊川, ひいがわ) 2,540 км² 153 км - Річка Івакі (岩木川, いわきがわ) 2,540 км² 102 км - Річка Кусіро (釧路川, くしろがわ) 2,510 км² 154 км - Річка Сінґу (新宮川, しんぐうがわ) 2,360 км² 183 км - Річка Ватарі (渡川, わたりがわ) 2,270 км² 196 км - Річка Ойодо (大淀川, おおよどがわ) 2,230 км² 107 км - Річка Йосії (吉井川, よしいがわ) 2,110 км² 133 км - Річка Мабуті (馬淵川, まぶちがわ) 2,050 км² 142 км - Річка Токоро (常呂川, ところがわ) 1,930 км² 120 км - Річка Юра (由良川, ゆらがわ) 1,880 км² 146 км - Річка Кума (球磨川, くまがわ) 1,880 км² 115 км - Річка Яхаґі (矢作川, やはぎがわ) 1,830 км² 118 км - Річка Ґокасе (五ヶ瀬川, ごかせがわ) 1,820 км² 106 км - Річка Асахі (旭川, あさひがわ) 1,810 км² 142 км - Річка Кінокава (紀の川, きのかわ) 1,750 км² 136 км - Річка Како (加古川, かこがわ) 1,730 км² 96 км - Річка Ота (太田川, おおたがわ) 1,710 км² 103 км - Річка Саґамі (相模川, さがみがわ) 1,680 км² 109 км - Річка Сірібецу (尻別川, しりべつがわ) 1,640 км² 126 км - Річка Сендай (川内川, せんだいがわ) 1,600 км² 137 км - Річка Нійодо (仁淀川, によどがわ) 1,560 км² 124 км |

### Озера
Найбільші озера:
| - Озеро Біва (琵琶湖, びわこ) 670,3 км² — найбільше озеро країни - Озеро Касуміґаура (霞ケ浦, かすみがうら) 167,6 км² - Озеро Сарома (サロマ湖, サロマこ) 151,8 км² - Озеро Інавасіро (猪苗代湖, いなわしろこ) 103,3 км² - Озеро Накаумі (中海, なかうみ) 86,2 км² - Озеро Куссяро (屈斜路湖, くっしゃろこ) 79,6 км² - Озеро Сіндзі (宍道湖, しんじこ) 79,1 км² - Озеро Сікоцу (支笏湖, しこつこ) 78,4 км² - Озеро Тоя (洞爺湖, とうやこ) 70,7 км² - Озеро Хамана (浜名湖, はまなこ) 65,0 км² | - Озеро Оґава (小川原湖, おがわらこ) 62,2 км² - Озеро Товада (十和田湖, とわだこ) 61,0 км² - Озеро Ноторо (能取湖, のとろこ) 58,4 км² - Озеро Фурен (風蓮湖, ふうれんこ) 57,7 км² - Озеро Кітаура (北浦, きたうら) 35,2 км² - Озеро Абасірі (網走湖, あばしりこ) 32,3 км² - Озеро Аккесі (厚岸湖, あっけしこ) 32,3 км² - Озеро Хатіроґата (八郎潟, はちろうがた) 27,7 км² - Озеро Тадзава (田沢湖, たざわこ) 25,8 км² |

## Ґрунти
Серед ґрунтів переважають алювіальні, а на півдні поширені чорноземи.

## Рослинність

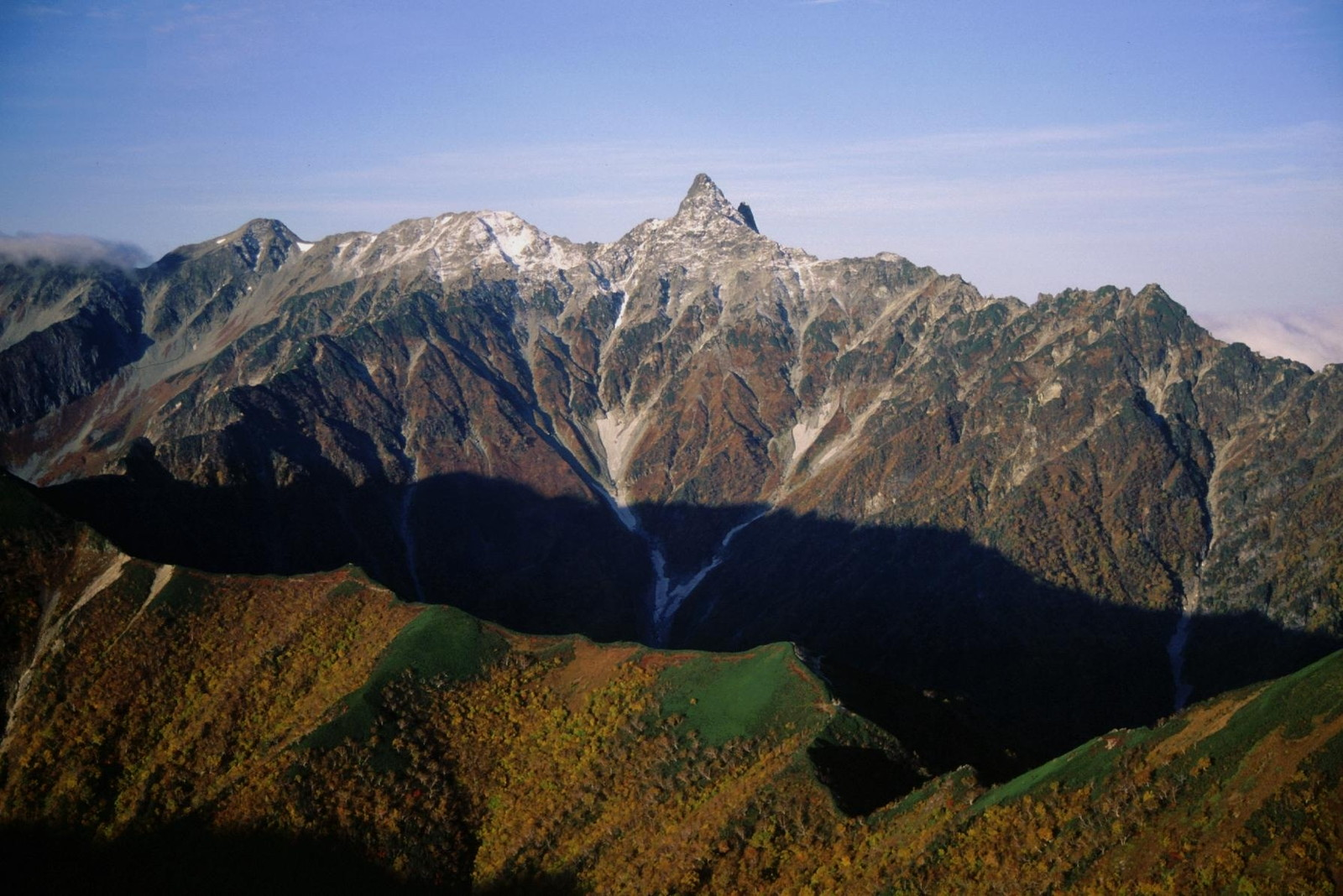
Гірські мішані ліси
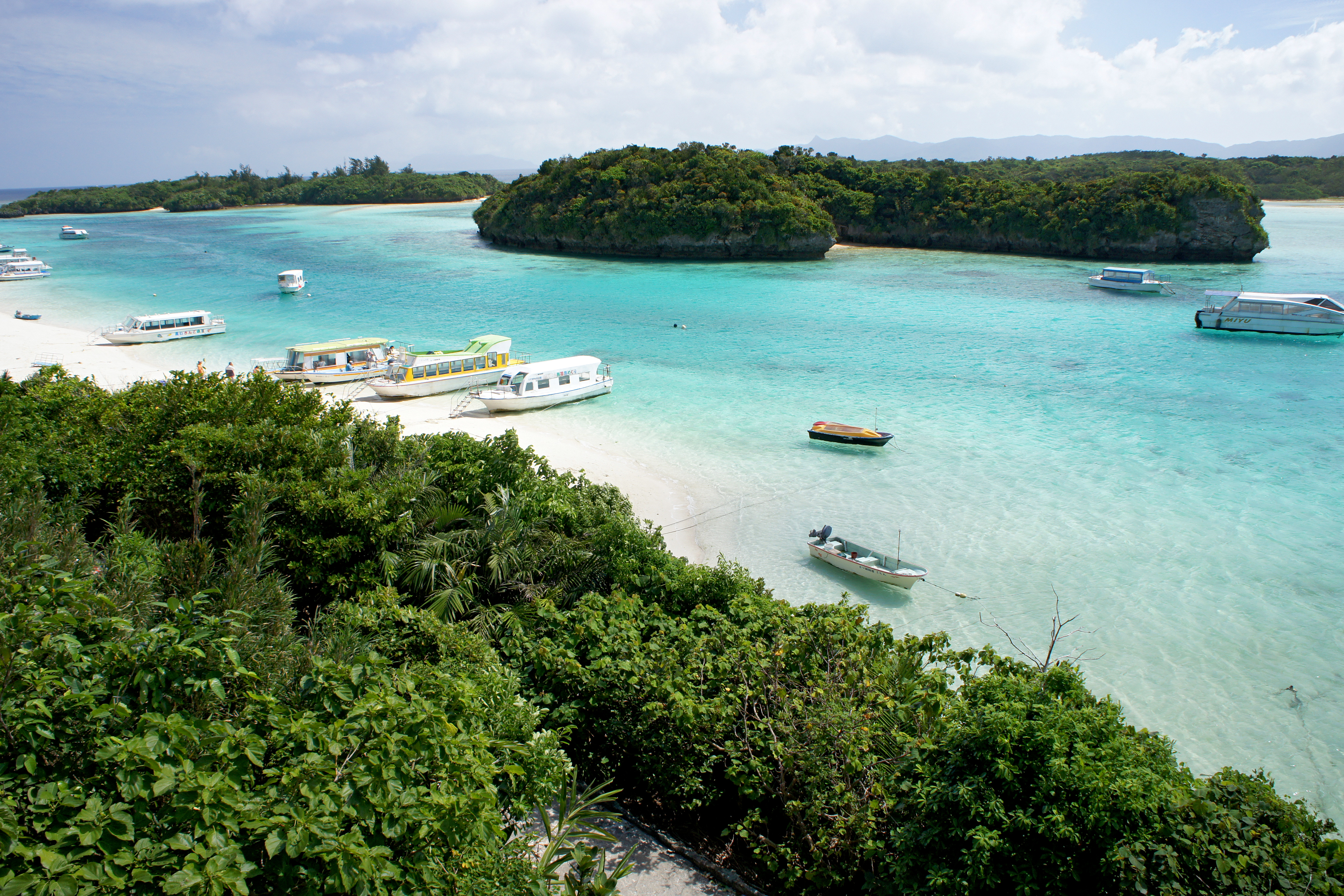
Тропічна рослинність Окінави

Земельні ресурси Японії (оцінка 2011 року):
- придатні для сільськогосподарського обробітку землі — 12,5 %,
  - орні землі — 11,7 %,
  - багаторічні насадження — 0,8 %,
  - землі, що постійно використовуються під пасовища — 0 %;
- землі, зайняті лісами і чагарниками — 68,5 %;
- інше — 19 %[2].

## Тваринний світ
У зоогеографічному відношенні територія країни належить до Китайсько-Гімалайської підобласті Голарктичної області, більша частина території до Японсько-Центральнокитайської провінції, острів Хоккайдо і Південні Курили — Китайсько-Корейської провінції.

## Охорона природи
Японія є учасником ряду міжнародних угод з охорони навколишнього середовища:
- Мадридського протоколу про охорону навколишнього середовища до Договору про Антарктику,
- Конвенції про біологічне різноманіття (CBD),
- Рамкової конвенції ООН про зміну клімату (UNFCCC),
- Кіотського протоколу до Рамкової конвенції,
- Конвенції ООН з боротьби з спустелюванням (UNCCD),
- Конвенції про міжнародну торгівлю видами дикої фауни і флори, що перебувають під загрозою зникнення (CITES),
- Конвенції про заборону військового впливу на природне середовище (ENMOD),
- Базельської конвенції протидії транскордонному переміщенню небезпечних відходів,
- Конвенції з міжнародного морського права,
- Лондонської конвенції про запобігання забрудненню моря скиданням відходів,
- Монреальського протоколу з охорони озонового шару,
- Міжнародної конвенції запобігання забрудненню з суден (MARPOL),
- Міжнародної угоди про торгівлю тропічною деревиною 1983 і 1994 років,
- Рамсарської конвенції із захисту водно-болотних угідь[16],
- Міжнародної конвенції з регулювання китобійного промислу[2].

## Стихійні лиха та екологічні проблеми
На території країни спостерігаються небезпечні природні явища і стихійні лиха:
- велика кількість згаслих і активних вулканів, вулкани Ундзен (1500 м) і Сакурадзіма (1117 м) знаходяться поблизу великого міста Кагосіма;
- до 1,5 тис. землетрусів щороку, більшість з них незначні;
- цунамі;
- тайфуни[2].

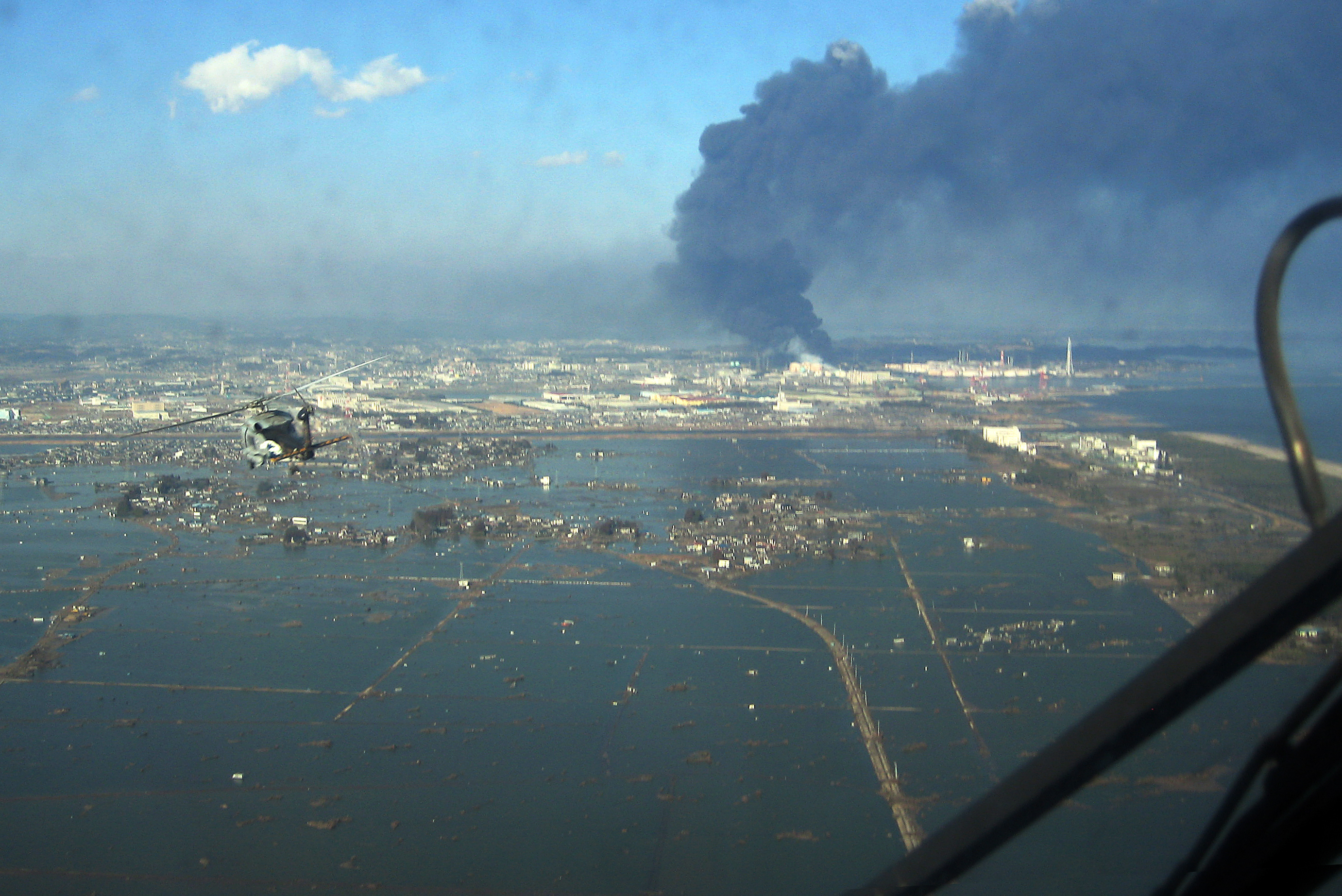
Наслідки цунамі 2011 року
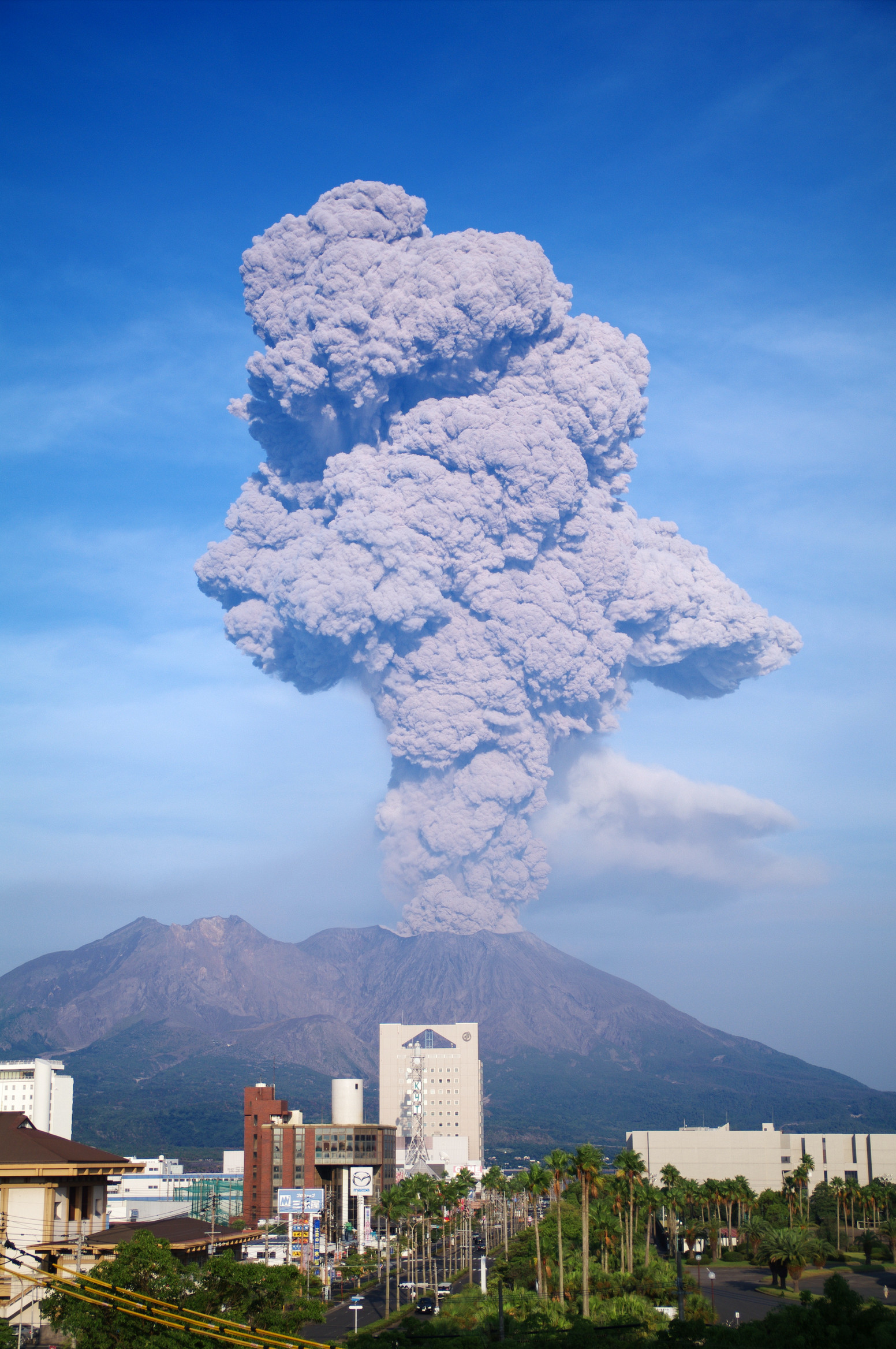
Виверження Сакурадзіми 2009 року
Аварія на АЕС Фукусіма 2011 року

Серед екологічних проблем варто відзначити:
- забруднення повітря викидами теплових електростанцій, як наслідок кислотні дощі;
- закислення водойм призводить до зменшення їхнього біорізноманіття;
- країна є головним споживачем тропічної деревини і рибних ресурсів в світі;
- радіоактивне забруднення довкілля внаслідок аварії на атомній станції Фукусіми 2011 року.

## Фізико-географічне районування
У фізико-географічному відношенні територію Японії можна розділити на _ райони, що відрізняються один від одного рельєфом, кліматом, рослинним покривом: .

### Українською
- Атлас світу / голов. ред. І. С. Руденко ; зав. ред. В. В. Радченко ; відп. ред. О. В. Вакуленко. — К. : ДНВП «Картографія», 2005. — 336 с. — ISBN 9666315467.
- Атлас. 7 клас. Географія материків і океанів / Укладачі О. Я. Скуратович, Н. І. Чанцева. — К. : ДНВП «Картографія», 2014.
- Бєлозоров С. Т. Географія материків. — К. : Вища школа, 1971. — 371 с.
- Барановська О. В. Фізична географія материків і океанів : навч. посіб. для студентів ВНЗ : [у 2 ч.]. — Н. : Ніжинський державний університет ім. Миколи Гоголя, 2013. — 306 с. — ISBN 978-617-527-106-3.
- Японія // Гірничий енциклопедичний словник : [у 3-х тт.] / за ред. В. С. Білецького. — Д. : Східний видавничий дім, 2004. — Т. 3. — 752 с. — ISBN 966-7804-78-X.
- Дубович І. А. Країнознавчий словник-довідник. — 5-те вид., перероб. і доп. — К. : Знання, 2008. — 839 с. — ISBN 978-966-346-330-8.
- Панасенко Б. Д. Фізична географія материків : навч. посіб. : в 2 ч. — В. : ЕкоБізнесЦентр, 1999. — 200 с.
- Фізична географія материків та океанів : підруч. для студ. вищ. навч. закл. : у 2 т / за ред. П. Г. Шищенка. — К. : Видавництво Київського нац. ун-т ім. Т. Шевченка, 2009. — Т. 1. : Азія. — 643 с. — ISBN 978-966-439-257-7.
- Юрківський В. М. Регіональна економічна і соціальна географія. Зарубіжні країни: Підручник. — 2-ге. — К. : Либідь, 2001. — 416 с. — ISBN 966-06-0092-5.

### Англійською
- (англ.) Graham Bateman. The Encyclopedia of World Geography. — Andromeda, 2002. — 288 с. — ISBN 1871869587.

### Російською
- (рос.) Авакян А. Б., Салтанкин В. П., Шарапов В. А. Водохранилища. — М. : Мысль, 1987. — 326 с. — (Природа мира)
- (рос.) Алисов Б. П., Берлин И. А., Михель В. М. Курс климатологии [в 3-х тт.] / под. ред. Е. С. Рубинштейна. — Л. : Гидрометиздат, 1954. — Т. 3. Климаты земного шара. — 320 с.
- (рос.) Апродов В. А. Вулканы. — М. : Мысль, 1982. — 368 с. — (Природа мира)
- (рос.) Апродов В. А. Зоны землетрясений. — М. : Мысль, 2010. — 462 с. — (Природа мира) — ISBN 978-5-244-01122-7.
- (рос.) Букштынов А. Д., Грошев Б. И., Крылов Г. В. Леса. — М. : Мысль, 1981. — 316 с. — (Природа мира)
- (рос.) Власова Т. В. Физическая география материков. С прилегающими частями океанов. Евразия, Северная Америка. — 4-е, перераб. — М. : Просвещение, 1986. — 417 с.
- (рос.) Гвоздецкий Н. А. Карст. — М. : Мысль, 1981. — 214 с. — (Природа мира)
- (рос.) Гвоздецкий Н. А., Голубчиков Ю. Н. Горы. — М. : Мысль, 1987. — 400 с. — (Природа мира)
- (рос.) Географический энциклопедический словарь: географические названия / под. ред. А. Ф. Трёшникова. — 2-е изд., доп. — М. : Советская энциклопедия, 1989. — 585 с. — ISBN 5-85270-057-6.
- (рос.) Исаченко А. Г., Шляпников А. А. Ландшафты. — М. : Мысль, 1989. — 504 с. — (Природа мира) — ISBN 5-244-00177-9.
- (рос.) Каплин П. А., Леонтьев О. К., Лукьянова С. А., Никифоров Л. Г. Берега. — М. : Мысль, 1991. — 480 с. — (Природа мира) — ISBN 5-244-00449-2.
- (рос.) Словарь современных географических названий / под общей редакцией акад. В. М. Котлякова. — Екатеринбург : У-Фактория, 2006.
- (рос.) Литвин В. М., Лымарев В. И. Острова. — М. : Мысль, 2010. — 288 с. — (Природа мира) — ISBN 978-5-244-01129-6.
- (рос.) Лобова Е. В., Хабаров А. В. Почвы. — М. : Мысль, 1983. — 304 с. — (Природа мира)
- (рос.) Максаковский В. П. Географическая картина мира. Книга I: Общая характеристика мира. — М. : Дрофа, 2008. — 495 с. — ISBN 978-5-358-05275-8.
- (рос.) Максаковский В. П. Географическая картина мира. Книга II: Региональная характеристика мира. — М. : Дрофа, 2009. — 480 с. — ISBN 978-5-358-06280-1.
- (рос.) Японія // Поспелов Е. М. Топонимический словарь. — М. : АСТ, 2005. — 229 с. — ISBN 5-17-016407-6.
- (рос.) Пфеффер П. Азия. — М. : Прогресс, 1982. — 316 с. — (Континенты, на которых мы живем)
- (рос.) География / под ред. проф. А. П. Горкина. — М. : Росмэн-Пресс, 2006. — 624 с. — (Современная иллюстрированная энциклопедия) — ISBN 5-353-02443-5.
- (рос.) Физико-географический атлас мира. — М. : Академия наук СССР и Главное управление геодезии и картографии ГУГК СССР, 1964. — 298 с.
- (рос.) Энциклопедия стран мира / глав. ред. Н. А. Симония. — М. : НПО «Экономика» РАН, отделение общественных наук, 2004. — 1319 с. — ISBN 5-282-02318-0.

### Японською
Географія Японії // 『日本大百科全書』 [Енциклопедія Ніппоніка]. — 第2版. — 東京: 小学館, 1994—1997. — 全26冊. (яп.)
- (яп.) Великий словник японських топонімів Кадокава. — Токіо: Кадокава Сьотен, 1978—1990.